# Epica
Vous lisez un « bon article » labellisé en 2025.
Pour les articles homonymes, voir Projet EPICA, Chevrolet Epica et Epica (album).
Epica est un groupe néerlandais de metal symphonique, originaire du Limbourg. Il est formé en 2002 par Mark Jansen, ancien membre d'After Forever. Sa chanteuse originelle, Helena Michaelsen (ex-Trail of Tears), est remplacée par Simone Simons en 2003.
Leur premier album, intitulé The Phantom Agony sort en juin 2003. En 2005, Epica compose la bande originale du film hollandais Joyride, qui sort en CD sous le nom The Score - An Epic Journey. Pour leur deuxième album, Consign to Oblivion, le groupe s'inspire de la culture maya. Début 2007, Epica signe un contrat avec le label Nuclear Blast avant de sortir son troisième album, The Divine Conspiracy. Le 16 décembre 2008, le guitariste Ad Sluijter quitte le groupe et est remplacé en janvier 2009 par Isaac Delahaye. Epica enregistre en mai 2009 leur premier album live, intitulé The Classical Conspiracy. Leur quatrième album studio, Design Your Universe, sort en Europe le 16 octobre 2009. Son successeur, Requiem for the Indifferent, sort en 2012. Le 23 mars 2013, Epica célèbre ses dix ans d’existence au Klokgebouw d'Eindhoven en organisant le concert Retrospect qui est diffusé en direct sur internet et publié en CD et DVD. Le groupe joue pendant plus de trois heures en compagnie d'un orchestre et d'invités spéciaux. Le groupe sort en mai 2014 l'album The Quantum Enigma, qui devient son plus gros succès international. Le 3 juin 2015, Epica annonce la création de leur festival, l'Epic Metal Fest, qui se tient pour la première fois le 22 novembre 2015 au Klokgebouw d'Eindhoven. Au cours du même mois, Epica remporte un prix au Music Export Awards, décerné au groupe de metal hollandais le plus célèbre de l'année. Leur septième album intitulé The Holographic Principle sort en septembre 2016 et égale le succès de son prédécesseur. Le groupe sort son huitième album Omega en février 2021 avant de faire paraître The Alchemy Project en novembre 2022. Leur neuvième album Aspiral sort en avril 2025.
Le groupe commence sa carrière avec un metal symphonique influencé par les musiques gothique et classique. Par la suite, il inclut des éléments provenant du metal progressif, du death metal, du power metal, du folk metal, de la musique arabe et chinoise. Le duo entre Simone Simons (chant lyrique) et Mark Jansen (chant growlé) est également la marque de fabrique du groupe. Epica est également connu pour son utilisation d'orchestrations massives et de chœurs. Les textes d'Epica traitent souvent de thèmes philosophiques, psychologiques, spirituels, moraux, scientifiques, environnementaux, sociopolitiques, actuels et personnels. 

## Biographie

### Sahara Dust

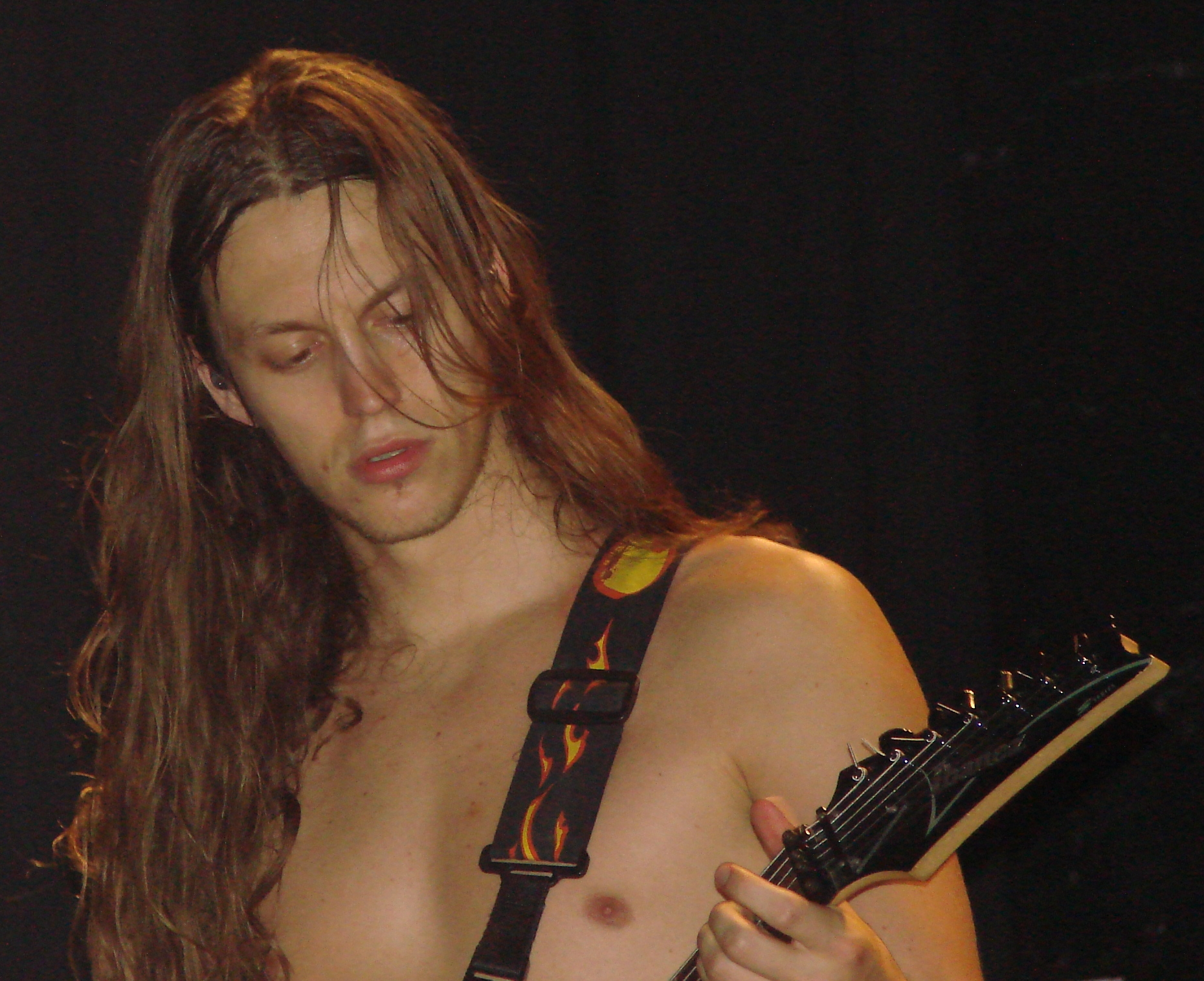
Mark Jansen, guitariste principal et fondateur du groupe, en 2007.

Le 2 avril 2002, Mark Jansen est contraint de quitter After Forever, groupe dont il est alors le guitariste et le leader, à la suite de désaccords musicaux et créatifs avec les autres membres,,. Celui-ci se penchait déjà sur l'idée d'un projet parallèle à After Forever et qui, avec son départ, devient son nouveau groupe principal dès le lancement de Sahara Dust,. Il commence alors à chercher des musiciens et, trois jours après être parti de son ancienne formation, contacte son ami Ad Sluijter qui hésite dans un premier temps avant de décider d'accompagner Mark Jansen dans son nouveau projet. Ils seront ensuite rejoints le 1er mai par le batteur Ivan Hendrickx, le claviériste Coen Janssen et le 15 juin par le bassiste Yves Huts.
Helena Michaelsen, chanteuse du groupe Trail of Tears, rejoint la formation. Puis peu de temps après, celle-ci et Hendrickx décident de les quitter juste avant l'enregistrement de leur première démo. Mark Jansen propose alors à sa petite amie Simone Simons, jeune mezzo-soprano alors âgée de 17 ans et jusque-là inconnue du public, de venir réaliser quelques sessions avec le groupe. Après quelques répétitions elle intègre définitivement le groupe le 1er octobre 2002,,,. Le batteur Jeroen Simons complète l'effectif le 15 octobre, deux semaines seulement avant l'enregistrement de leur première démo. Avec le départ de certains des membres d'origine, le groupe se sent dans l'obligation de changer de nom et se rebaptise en Epica, titre du nouvel album de Kamelot et qui selon les membres convient parfaitement à leur musique,,.
Au premier semestre de 2003, Epica joue en concert en compagnie d'une petite chorale de deux hommes et quatre femmes ainsi qu'un orchestre composé de trois violons, deux altos, deux violoncelles et une contrebasse. Le groupe enregistre ensuite un CD démo qui comprend deux pistes : Cry for the Moon et Illusive Consensus. Comme pour tout single, le CD est nommé d'après l'une des deux pistes, à savoir Cry for the Moon. Cette démo leur permet de signer un contrat avec le label Transmission Records,. Epica donne son premier concert aux Pays-Bas le 15 décembre 2002 à Tilbourg.

### The Phantom Agony(2003 - 2004)

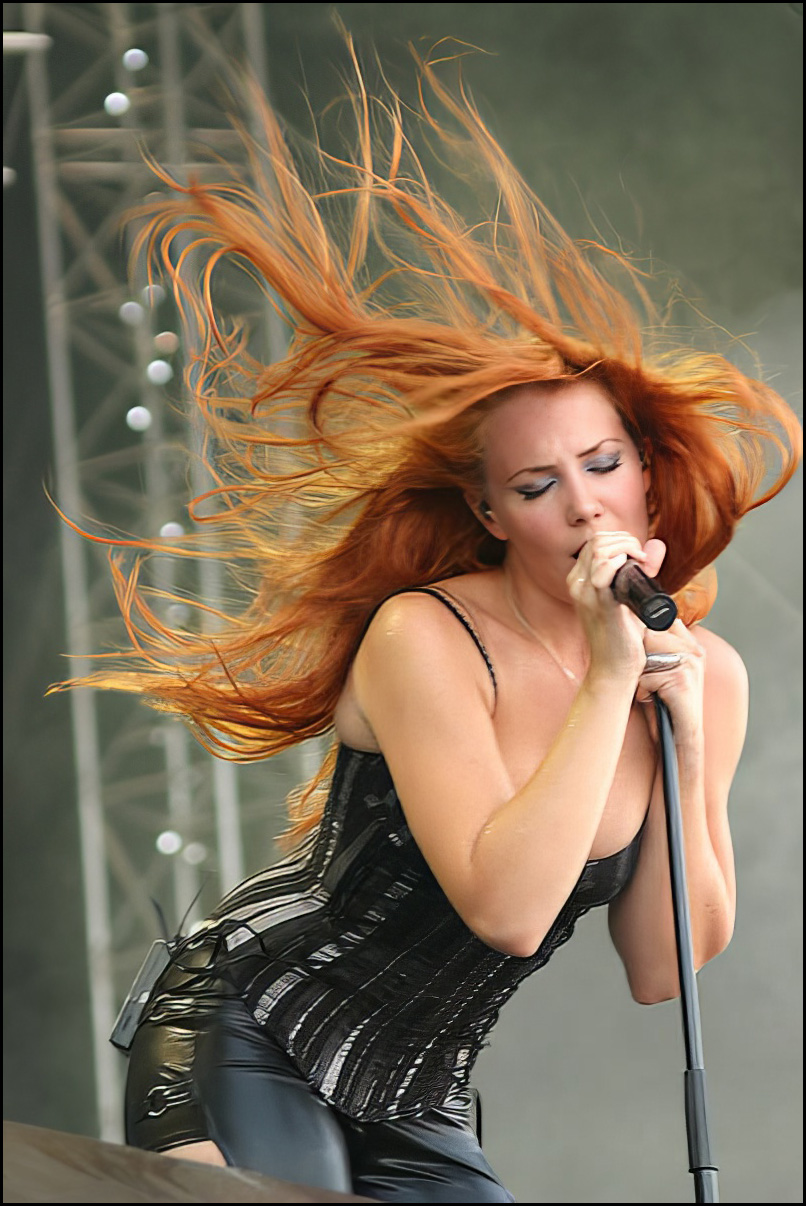
Simone Simons chanteuse principale depuis 2002.

En février 2003, le groupe entre en studio pour enregistrer leur premier album. Durant cette période, le groupe prend également le temps de donner quelques concerts dans son pays et joue pour la première fois à l'étranger le 26 avril 2003 à Bruxelles en Belgique.
Le 5 juin 2003, Epica publie The Phantom Agony,,. Celui-ci est produit par Sascha Paeth, connu pour ses collaborations avec des groupes tels que Angra , Rhapsody of Fire ou Kamelot. Neuf des chansons incluses dans The Phantom Agony abordent des questions sociales ou politiques,. Sur cet opus, Mark Jansen continue sa série de chansons The Embrace That Smothers  qui ont pour thèmes les dangers des organisations religieuses.
De l'album The Phantom Agony, trois singles sont tirés :The Phantom Agony,, Feint et Cry for the Moon, tous sortis après la commercialisation de l'album.
Le groupe est récompensé de l'Essent Prize (prix du meilleur nouvel artiste,). À cette occasion, Epica reçoit un chèque de 5 000 € de la part des organisateurs. Le groupe est également invité à l'émission 2 metersessies, présentée par Jan Douwe Kroeske. Ce prix garantit la participation d’Epica au festival de musique Rock Noorderslag en 2004 aux Pays-Bas. En parallèle, le groupe joue accompagné d'un chœur et d'un orchestre pour une radio néerlandaise . Ils décident d'en conserver l'enregistrement, pour une sortie DVD en 2004 sous le nom We Will Take You With Us. Simone Simons fait, de son côté, une apparition sur l'album Days of Rising Doom d'Aina.

Alors qu'ils commencent à prendre de l'expérience grâce aux concerts faits dans de petits festivals néerlandais, le groupe est invité à jouer le 13 septembre au festival de Raismes en France. Lors de cette prestation, la plupart des médias français sont présents, et décèlent immédiatement le potentiel du groupe. Le groupe est accueilli chaleureusement. Ils effectuent de nombreux concerts chez eux et quelques-uns en Belgique, notamment au Metal Female Voices Fest. Mais c'est réellement le 28 octobre 2003 qu'Epica réalise la voie sur laquelle ils se sont engagés. Pour leur retour en France, ils sont chargés d'ouvrir pour le groupe néerlandais le plus populaire localement, Within Temptation, au Disney Village près de Paris, devant 2 000 personnes.

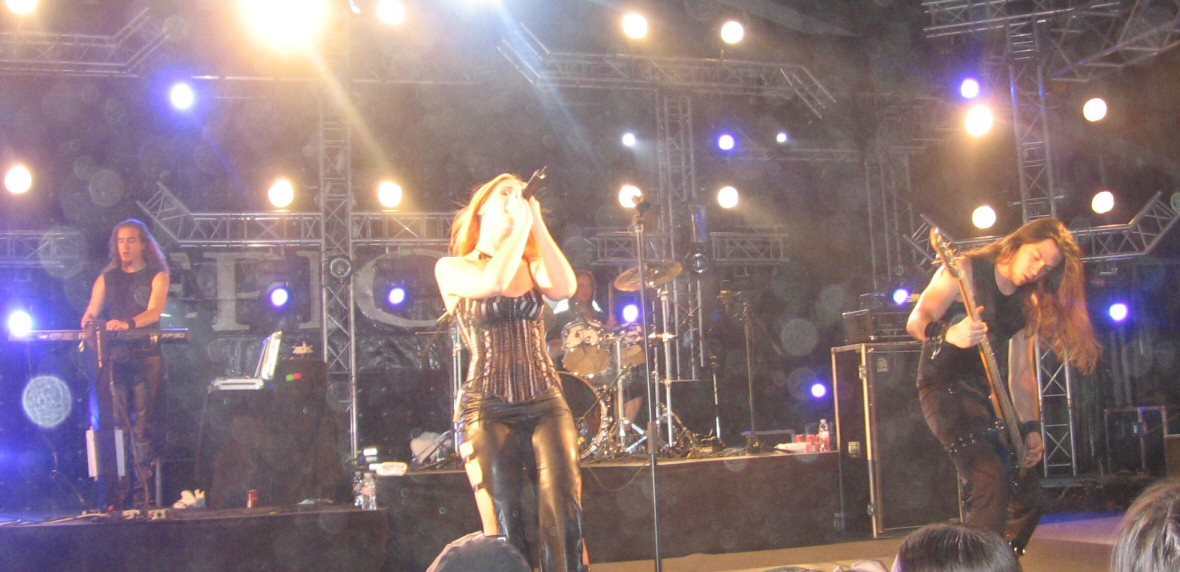
Après la sortie de The Phantom Agony le groupe se produit dans de nombreux festivals en Europe comme ici au Tuska Open Air Metal Festival, en 2006.

Epica continue de se produire un peu partout en France, en Allemagne, en Pologne, en Espagne et au Benelux devant de plus en plus d'audience. Dès l'été 2004, ils sont demandés dans beaucoup de grands festivals d'Europe. Ils se produisent devant des publics conséquents au festival de la Rotonde, au Wave-Gotik-Treffen, au Lowland Festival, et au Graspop Metal Meeting,. Fin juin 2004, Epica travaille sur son second album, tout en continuant de donner des concerts, et c'est après la période des festivals d'été que le groupe effectue sa première vraie tournée européenne en tête d'affiche. Ils se produisent ainsi dans de nouveaux pays, comme au Portugal, en Suisse et en Autriche. La tournée en Allemagne leur vaudra le Music X port Prize 2004.
Après s'être produit dans l'Europe entière, Epica s'envole pour donner une dizaine de concerts au Mexique. De retour en Europe, ils profitent de quelques pauses pour peaufiner le prochain album. Au cours de cette tournée, le public a notamment pu entendre certains nouveaux morceaux, présents sur le futur opus du groupe, comme les titres Dance of Fate, The Last Crusade, Solitary Ground et Quietus. Epica repart sur les routes pour une nouvelle tournée européenne pour assurer la première partie des concerts de leurs amis du groupe Kamelot lors du Black Halo World Tour 2005. Sur une vingtaine de dates, les membres du groupe décident de réduire leur setlist au plus efficace de leur discographie tout en présentant un avant-goût de leur album à paraître. Simone Simons chante le duo enregistré avec Roy Khan sur le titre The Haunting issu de l'album The Black Halo, et Mark pousse quelques grunts sur March of Mephisto. Pour son dernier concert du Phantom Agony Tour en 2004, Epica choisit de jouer au Metal Therapy Festival, en France, le 16 avril.

### Consign to Oblivion(2005-2006)

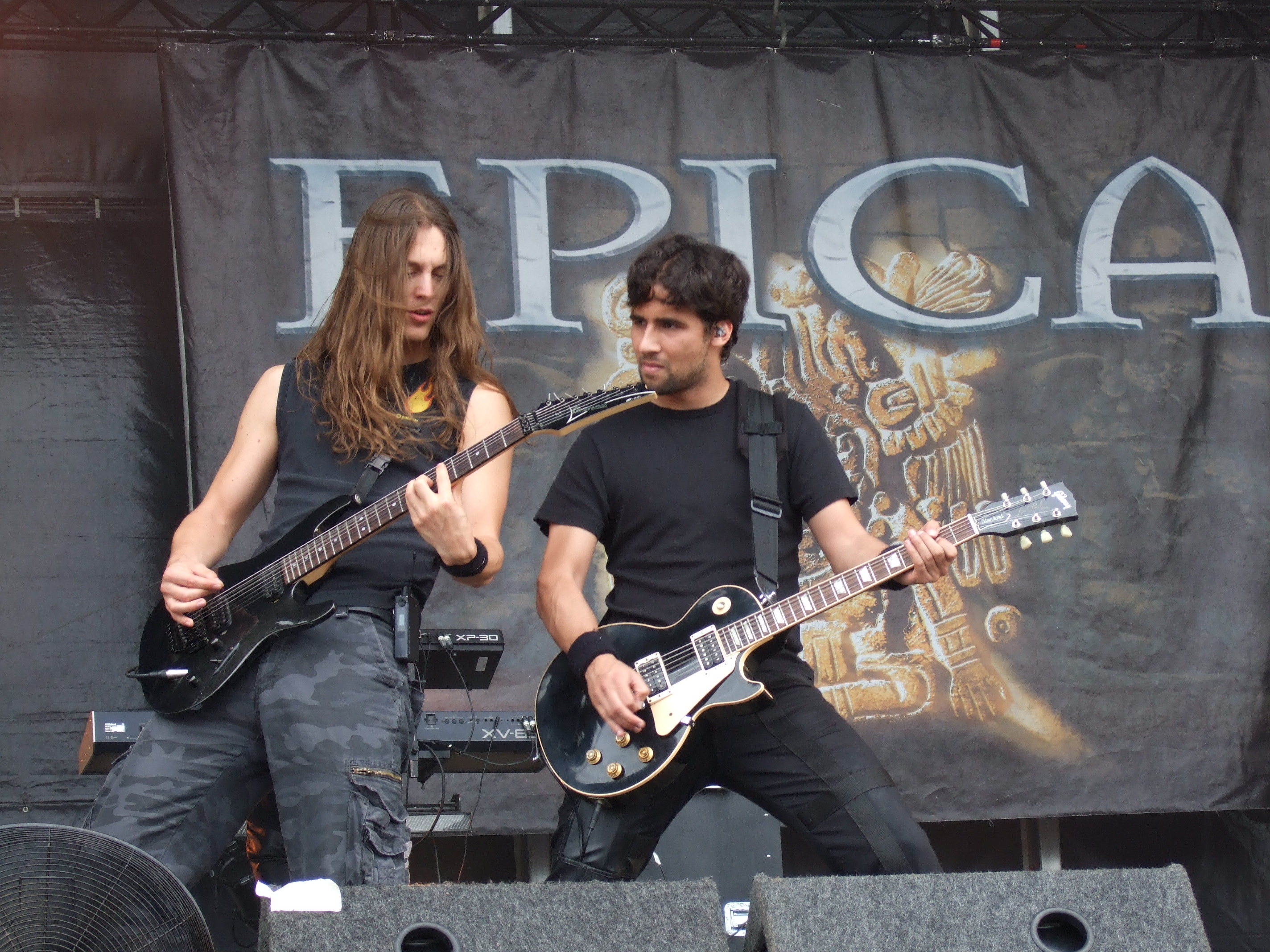
Mark Jansen et Ad Sluijter au Hellfest 2007 pour promouvoir l'album Consign to Oblivion.

En juillet 2005, les membres du groupe retournent en studio d'enregistrement, où ils commencent à produire leur deuxième album. Les enregistrements prennent fin en octobre de la même année,. Ce deuxième opus, intitulé Consign to Oblivion, est commercialisé en avril 2005. Leur producteur, Sascha Paeth, explique que le groupe a eu pour source d'inspiration la culture Maya. Avec cet album apparait une nouvelle série de chansons appelées A New Age Dawns qui se réfère au système maya de représentation du temps, selon lequel le temps s'étend jusqu'à l'année 2012 de l'ère chrétienne ; cependant, aucune référence n'est faite à ce qui se passera après cette heure. Un artéfact maya est représenté sur la couverture de l’album. De nombreux compositeurs de musique de film comme Hans Zimmer et Danny Elfman sont cités comme sources d'inspiration majeures pour l'album,. Consign to Oblivion est marqué par un duo entre Simone Simons et Roy Khan, chanteur de Kamelot, sur la chanson Trois Vierges,.
L'opus est promu par les singles Solitary Ground et Quietus (Silent Reverie),. Les deux chansons sont accompagnées de clips vidéos, qui seront rarement diffusés sur les stations de télévision néerlandaises. L'album Consign to Oblivion est bien accueilli par la critique,.
Entre la fin de l'année 2004 et l'été 2005, et parallèlement à la promotion de Consign to Oblivion, la société de production Roxy Movies demande à Mark Jansen d'écrire la bande originale de leur film Joyride,,. Avec l'aide de Yves Huts, Ad Sluijter et Coen Janssen, Mark se lance dans la composition et l'enregistrement de The Score. En plus de servir de bande-son au film, The Score contient assez d'éléments pour devenir un album à part entière, et sort sous le nom de The Score - An Epic Journey en septembre 2005,,. Malgré le format différent, The Score - An Epic Journey est considéré comme le troisième album du groupe. La plupart des vingt chansons incluses sur ce disque sont des pièces instrumentales, comparables aux pistes d’introduction des deux albums précédents du groupe. Les quatre morceaux dans lesquels la voix de Simons apparaît sont des versions alternatives des chansons incluses dans Consign to Oblivion,. Mark Jansen décrit l'album comme faisant partie d’Epica, « mais sans chant, sans guitare, sans basse, sans batterie ».

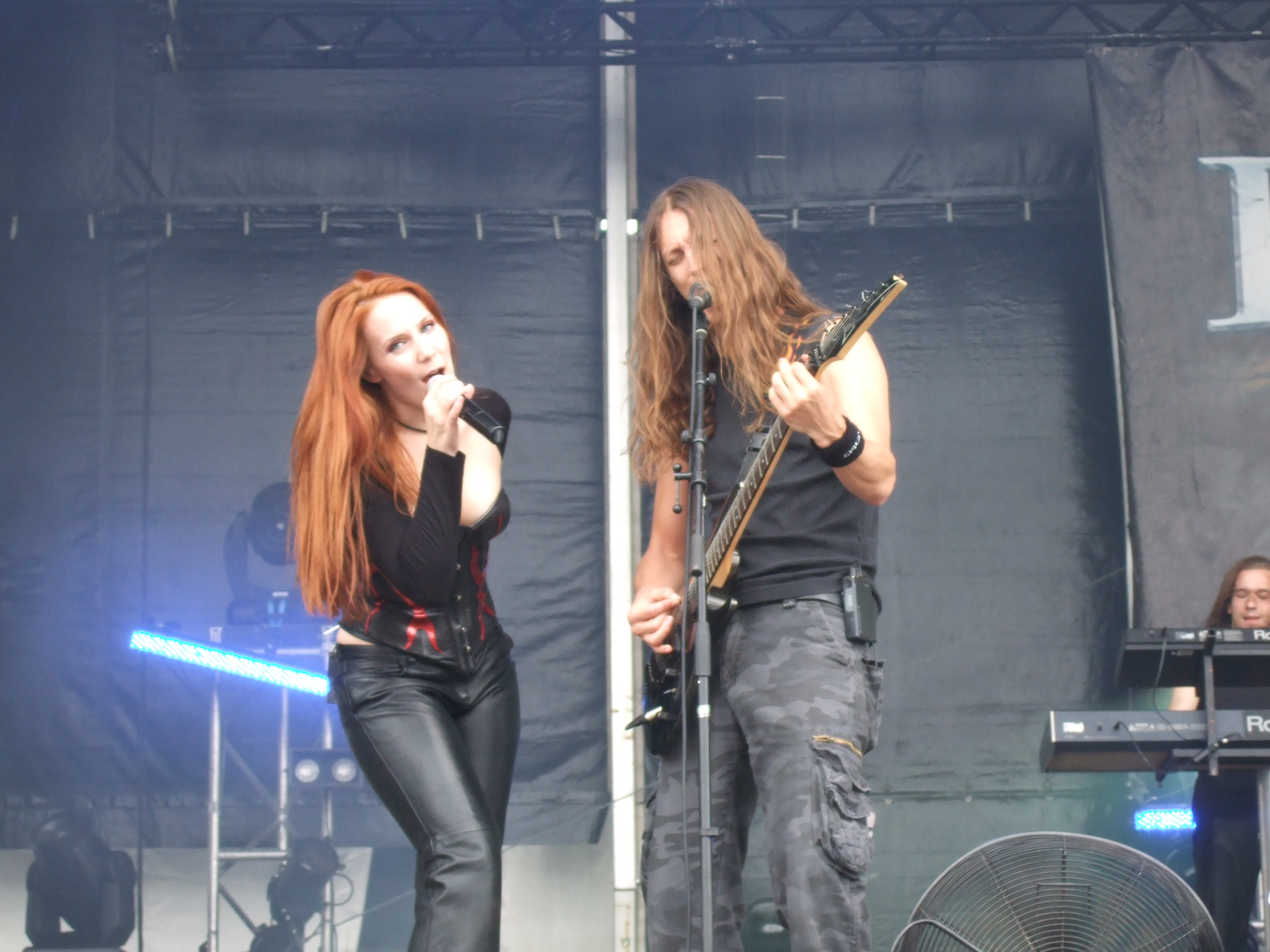
Les deux vocalistes du groupe Simone Simons et Mark Jansen.

De nouvelles tournées européennes sont effectuées en 2005 et 2006. Le groupe entame ensuite sa première grande tournée en Amérique du Nord en jouant avec Kamelot avant de retourner en Amérique du Sud. Durant cette tournée le groupe joue pour la première fois au Brésil, en Tunisie — où ils feront le tout premier concert de musique metal dans l'histoire du pays, en Israël, et en Finlande. Epica donne rapidement de nouvelles dates aux Pays-Bas avant de partir en tournée dans les festivals estivaux. Leur premier gros concert est le Pinkpop, où le show est filmé en prévision d'un futur DVD. La tournée se poursuit en Belgique, au Graspop Metal Meeting où le groupe jouera devant 25 000 personnes — alors la plus grande affluence dans la jeune carrière du groupe. Simone Simons et Mark Jansen sont également invités aux différents concerts de Kamelot. Epica repart aussitôt pour donner quelques grands concerts, notamment au Fury Fest en France. Pendant la tournée, Epica enregistre leur performance dans la salle du Paradiso à Amsterdam pour la sortie d'un double DVD. Le sound-photo book The Road to Paradiso retrace en 96 pages et un CD d'inédits, toute la carrière du groupe. Le 4 mai 2006, Epica publie leur live qui se positionne à la 46e place des charts néerlandais,,. Après la tournée, le batteur Jeroen Simons quitte le groupe, voulant expérimenter d'autres projets musicaux.
À l'été 2006, Simone Simons participe aux morceaux Blücher et Season's End de l'album Ghost Opera de Kamelot. En novembre 2006, le groupe commence à travailler sur leur troisième album studio et en décembre de la même année, Ariën van Weesenbeek, membre du groupe néerlandais God Dethroned, déclare aider Epica pour l'enregistrement de leur futur album sans devenir membre à part entière. Les enregistrements sont achevés en février 2007,,.

### The Divine Conspiracy(2007–2008)

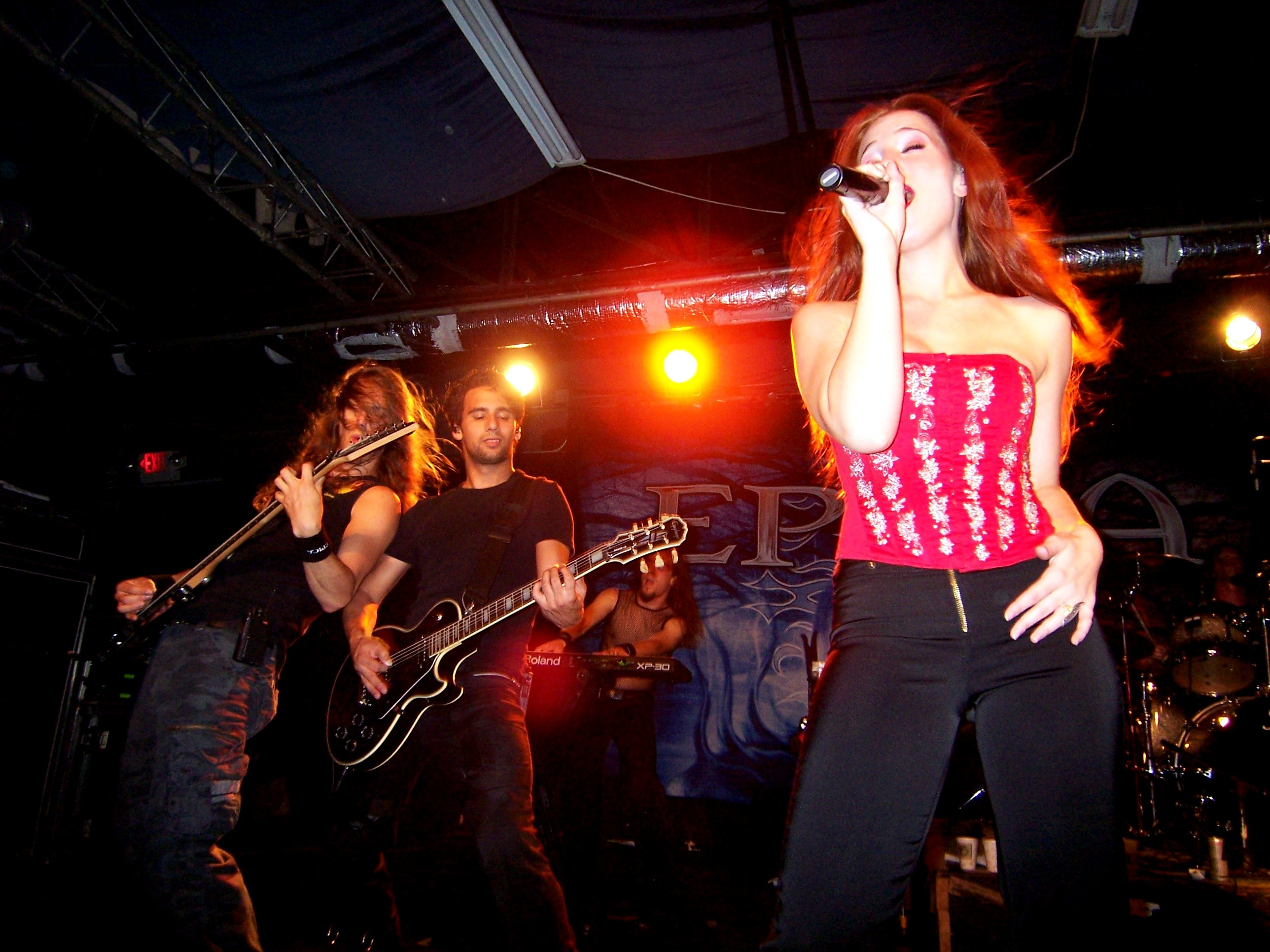
Epica jouant pour un petit club en 2007.

Le 7 septembre 2007, Epica termine sa première tournée américaine et commercialise son quatrième album, The Divine Conspiracy, en Europe,,. L'album sort sous le label Nuclear Blast, maison de disques de groupes comme After Forever, Amorphis et Nightwish,. En décembre, Ariën van Weesenbeek intègre officiellement la formation en tant que batteur. The Divine Conspiracy est le premier album-concept du groupe,. Il présente l'histoire d'un Dieu qui a créé différentes religions pour pouvoir aider les hommes à surmonter les différentes étapes de leur vie tout en leur permettant de découvrir leur véritable nature,. L'album est produit par Sander Gommans, qui chante les parties growls sur le titre Death of a Dream ~ The Embrace That Smothers part VII,. De nombreux autres musiciens sont invités à participer à l'opus comme Olaf Reitmeier qui joue les parties de guitares acoustiques sur la chanson Chasing The Dragon et chante sur Beyond Belief. Amanda Somerville, Gialt Lucassen et Jaff Wade sont également invités à chanter sur l'album,,. The Divine Conspiracy est promu par deux singles : le premier, Never Enough, sort le 10 août 2007 accompagné d'un clip, le deuxième, Chasing the Dragon est mis en vente fin juillet 2008 sans clip vidéo par choix des membres du groupe. À l'occasion de ce disque, Mark Jansen conclut, avec quatre nouvelles chansons, sa série The Embrace that Smothers ,.
En avril 2008, Epica commence une nouvelle tournée en Amérique du Nord et est accompagné par les groupes Into Eternity et Symphony X,. Pendant la tournée, la soprano américaine Amanda Somerville doit temporairement remplacer Simone Simons, indisponible pour des raisons de santé. Lors de leur tournée européenne, le groupe est accompagné par les finlandais d’Amberian Dawn et les français de Kells,.
Le premier album live du groupe sort le 8 mai 2009 et est intitulé The Classical Conspiracy. L'album est enregistré en juin 2008 pendant leur concert au Miskolc Opera Festival en compagnie de l'Extended Remenyi Ede Chamber Orchestra et des chœurs du Miskolc National Theatre,,. Produit par Sascha Paeth, l'album est publié par Nuclear Blast. The Classical Conspiracy contient vingt-huit titres pour une durée totale de plus de deux heures. On y trouve les morceaux du groupe ainsi que des reprises de musiques de films et de compositions classiques telles que le Requiem de Giuseppe Verdi. L'album reçoit des critiques favorables. Le groupe est félicité pour les performances vocales de Simone Simons et pour l’atmosphère symphonique créée par les musiciens,. Dans les classements le disque obtient des positions assez modestes.
Le 16 décembre 2008, le guitariste Ad Sluijter quitte le groupe, déclarant dans une lettre aux fans n'être plus en mesure de participer à la production de nouveaux enregistrements avec Epica. Son remplaçant est annoncé le 16 janvier 2009, il s’agit d'Isaac Delahaye ancien membre du groupe de death metal néerlandais God Dethroned.

### Design Your Universeet évolution musicale (2009–2010)

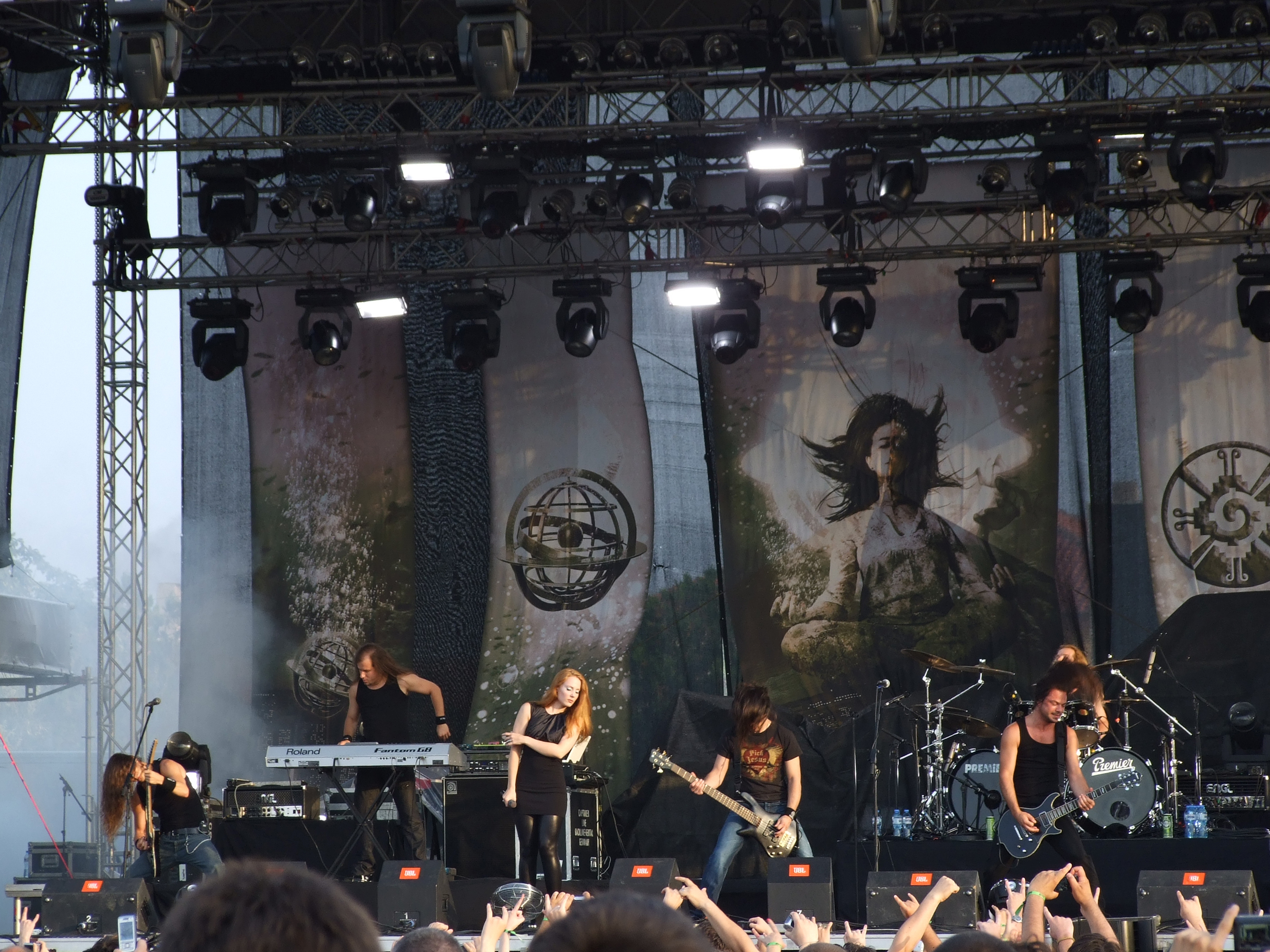
Epica au Kavarna en 2010.

En septembre 2009 sort Unleashed, un single promotionnel accompagné d'un clip vidéo. Ce titre est accompagné par un autre morceau, Resign to Surrender (A New Age Dawns - Part IV). Ce sont les premiers titres publiés avec Isaac Delahaye comme nouveau guitariste.
Le cinquième album studio du groupe, Design Your Universe, sort en Europe le 16 octobre 2009. Les enregistrements ont commencé en mars 2009. L'album aborde trois thèmes : les concepts de liberté d'expression et de pensée, la théorie de la résonance et des champs morphiques de Rupert Sheldrake et la théorie du paradigme holographique de Bohm et Pribram. Mais on retrouve aussi une chanson traitant d'expériences de mort imminente, inspiré du film Entretien avec un vampire et de certaines expériences plus particulièrement intimes et personnelles. Tony Kakko, chanteur du groupe Sonata Arctica, est invité à chanter sur le morceau White Waters. Le 30 octobre, la chanson Martyr of the Free Word sort en vinyle en collaboration avec le single From the Heaven of My Heart d'Amorphis.
La réception est positive de la part des critiques et des fans notamment grâce aux innovations introduites dans l'album. En effet, Design Your Universe marque une évolution dans la musique du groupe : les guitares, autrefois relayées au second plan derrière les orchestrations, sont mise en avant par rapport aux albums précédents et présente une plus grande fréquence de solos, contribuant ainsi à un son plus agressif qui, grâce au travail robuste de la batterie, présente des influences orientées death mélodique, thrash metal, metal progressif, black mélodique et power metal. La caractéristique de l'album est également la grande attention portée à la structure générale qui permet de tisser un fil conducteur entre les différents morceaux.
L'album arrive en 8e place des charts néerlandais, devenant l'album le mieux positionné d'Epica. Il reste dans les charts pendant cinq semaines, avant de descendre à la 94e place lors de sa dernière semaine, en raison du concert du groupe au Pinkpop Festival 2010. Avec le succès commercial de Design Your Universe, Epica remporte trois prix aux Metal Symphonique Awards : celui du meilleur album, du meilleur groupe et de la meilleure performance live. Le 31 décembre 2009, Epica annonce sur son site web la sortie de This Is the Time, un nouveau single dont les profits seront reversés à WWF.
Après la sortie de Design Your Universe, la formation organise une tournée mondiale pour promouvoir l'album. Au sein de celle-ci, Epica se produit en Europe, aux États-Unis, au Canada suivi par une tournée en Amérique du Sud notamment au Brésil, en Argentine, au Chili, au Pérou, en Bolivie et en Uruguay. En Europe, le groupe se produit dans de nombreux grands festivals de rock et de metal, tels que le Wacken Open Air, le Pinkpop ou le Masters of Rock, devant un large public. En septembre 2010, Simone est de nouveau invitée à participer à un album de Kamelot, cette fois pour les morceaux House on a Hill, Poetry for the Poisoned, Pt. II: So Long et Poetry for the Poisoned, Pt. III: All Is Over de l'album Poetry for the Poisoned.

### DeRequiem for the IndifferentàForevermore(2011–2013)

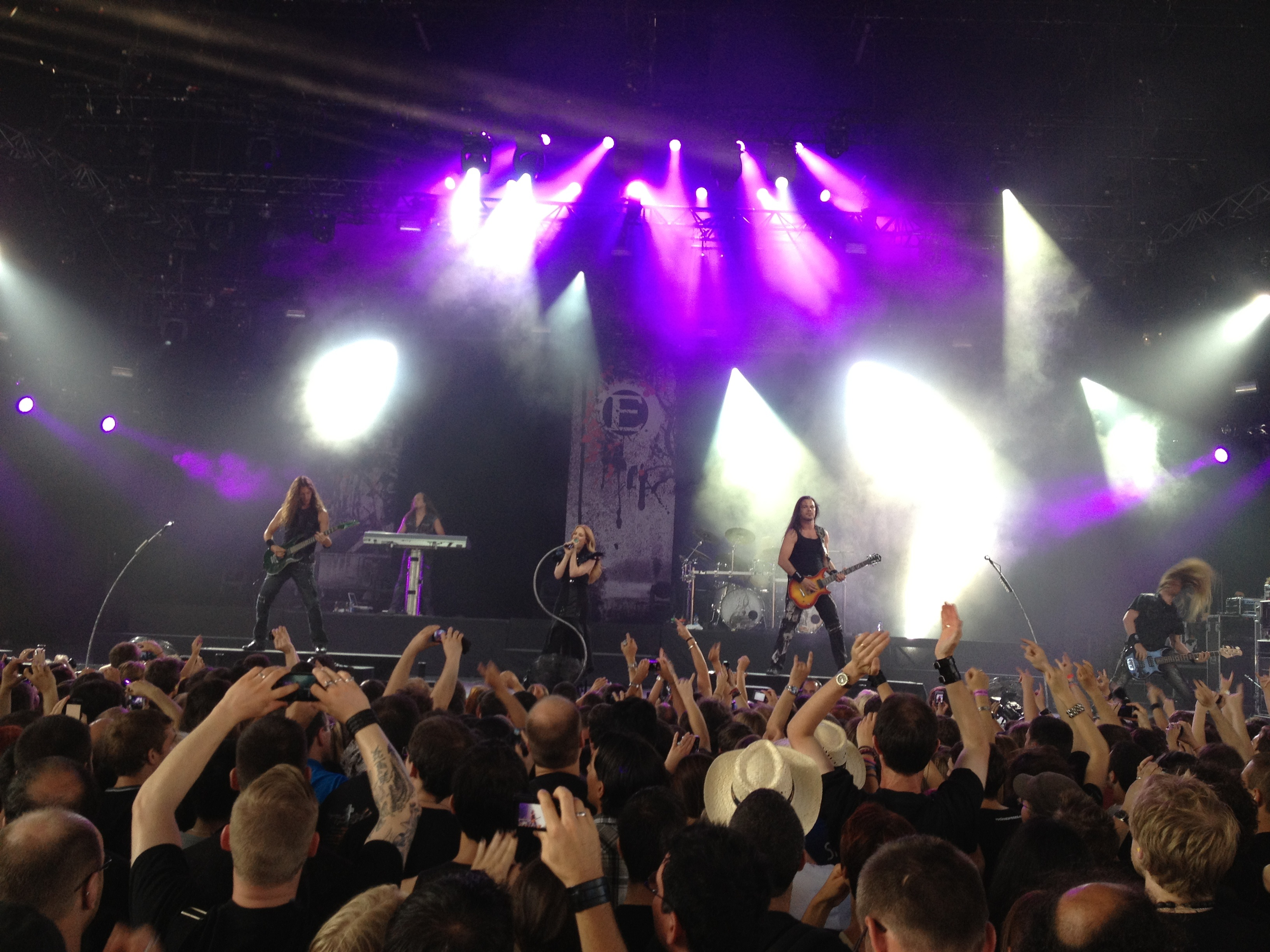
Epica à la Foire aux vins d'Alsace en 2012.

En novembre 2010, lors d'une interview, Simons déclare que le groupe commencerait à composer de nouvelles chansons vers février 2011, à la fin de la tournée en Amérique latine. Elle indique également aussi espérer pouvoir lancer la commercialisation de l’album lors du premier trimestre de 2012.
Le 17 novembre 2011, Epica annonce sur son site officiel l'achèvement de l'enregistrement de son cinquième album studio et déclare qu'il sera publié le 9 mars 2012 en Europe chez Nuclear Blast. Le 1er décembre, le groupe annonce que le nom de l'album serait Requiem for the Indifferent et qu'il serait inspiré par des thèmes tels que les fortes tensions sociopolitiques entre les différentes religions et cultures, les guerres, les catastrophes naturelles ou les incidents causés par les hommes, les crises financières et le suicide vu à travers les différentes cultures,,. Cependant, les paroles très intimes et introspectives ne manquent pas,. Après avoir révélé la pochette et la liste des titres en janvier 2012, Epica met à disposition des fans, en avant-première, le titre Monopoly On Truth,. Le single principal, Storm the Sorrow, est publié numériquement le 2 février 2012 et sort le 24 avril en clip vidéo,. L’album sort le 13 mars 2012 en Amérique. Bien accueilli par la presse spécialisée, l’album rencontre un succès international.
Requiem for the Indifferent est décrit par la presse comme innovant, stratifié, excentrique, équilibré et complexe. La musique est richement influencée par du death mélodique, du thrash metal et, plus rarement, par du black mélodique, qui contraste avec l'accroche renouvelée des lignes vocales ; en revanche l'utilisation des orchestrations a diminué, car lors de la production les membres du groupe voulait des sons plus froids, plus dépouillés et austères par rapport aux albums précédents,.

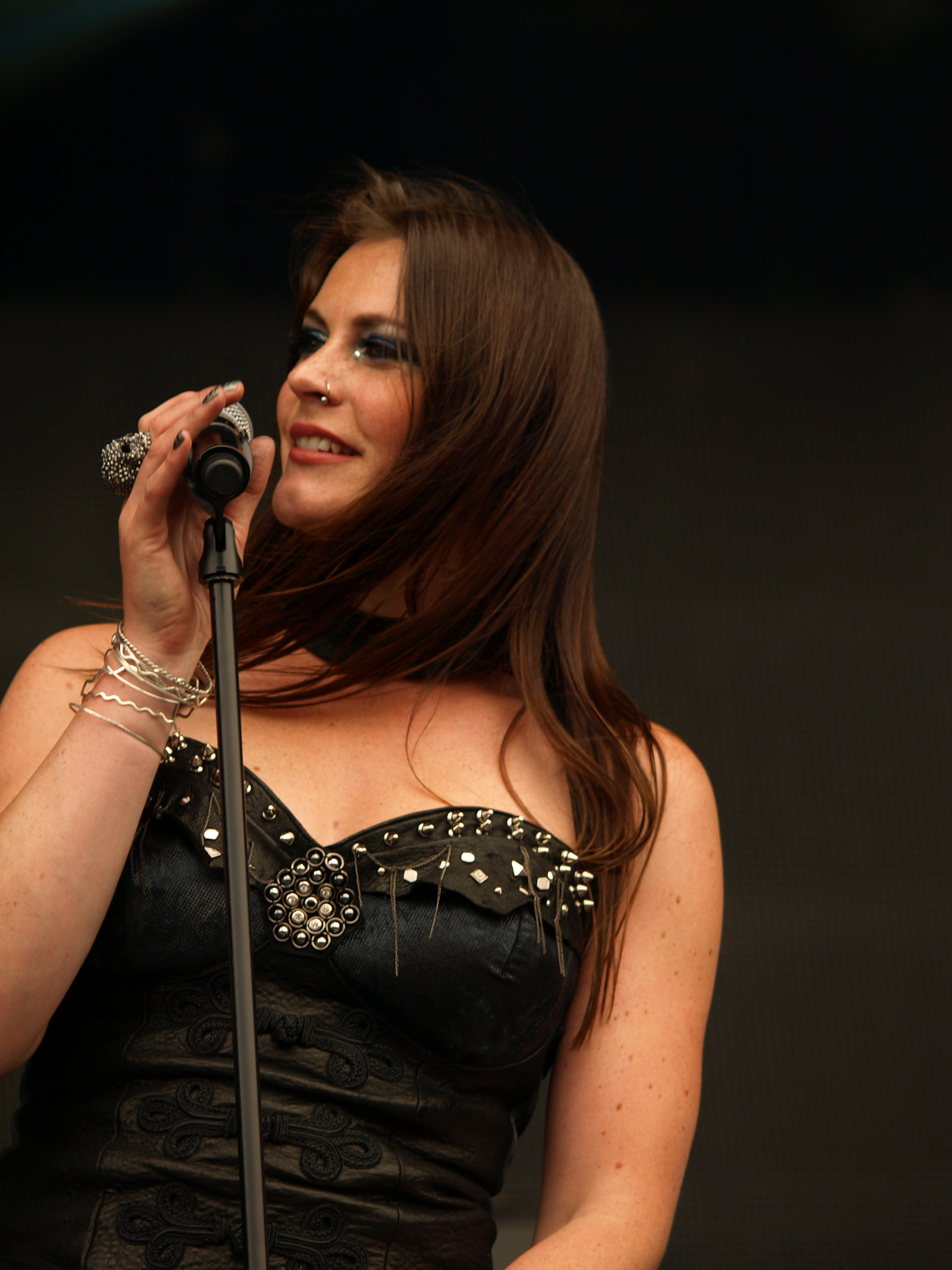
Floor Jansen invitée d'honneur lors du concert Retrospect en 2013.

Le 24 mars 2012, le groupe annonce sur leur site officiel que leur bassiste d'origine Yves Huts quitte Epica après avoir trouvé une opportunité lui permettant de continuer sa carrière sans avoir à faire de tournée. Il est remplacé par Rob van der Loo, ancien membre de Delain et de MaYaN,. La tournée mondiale promouvant l'album commence en mars 2012 et se termine en juillet 2013. Pour la première fois, Epica joue dans des pays d'Océanie, d'Asie du Sud-Est et de l'Est. À la suite des concerts organisés au Mexique, Epica est nommé « Meilleure événement live alternatif » en octobre 2013 lors du prix Lunas del Auditorio.
Le groupe annonce sur son site web qu’ils fêteront leur 10e anniversaire le 23 mars 2013 à Eindhoven, aux Pays-Bas, lors d'un concert, intitulé Retrospect, qui aura lieu à Klokgebouw. De plus, ils seront accompagnés d'un orchestre de soixante-dix musiciens, d'un chœur, d'invités spéciaux et de nombreux effets spéciaux. L'orchestre et le chœur invités sont les hongrois du Remenyi Ede Chamber Orchestra et du Miskolc National Theatre Choir. Ces deux ensembles avaient accompagné Epica pour l'album live The Classical Conspiracy. Comme annoncé, de nombreux invités participent au concert. On retrouve parmi eux Ad Sluijter, Yves Huts et Jeroen Simons, anciens membres du groupe, la chanteuse Floor Jansen (ex-After Forever, ex-ReVamp, Nightwish) qui chante en duo avec Simons sur les morceaux Stabat Mater Dolorosa et Sancta Terra. La chanteuse finlandaise Tarja Turunen (ex-Nightwish) est également invitée pour le show mais celle-ci décline l'invitation en raison d'un manque de disponibilité à la suite de la création de son nouvel album.

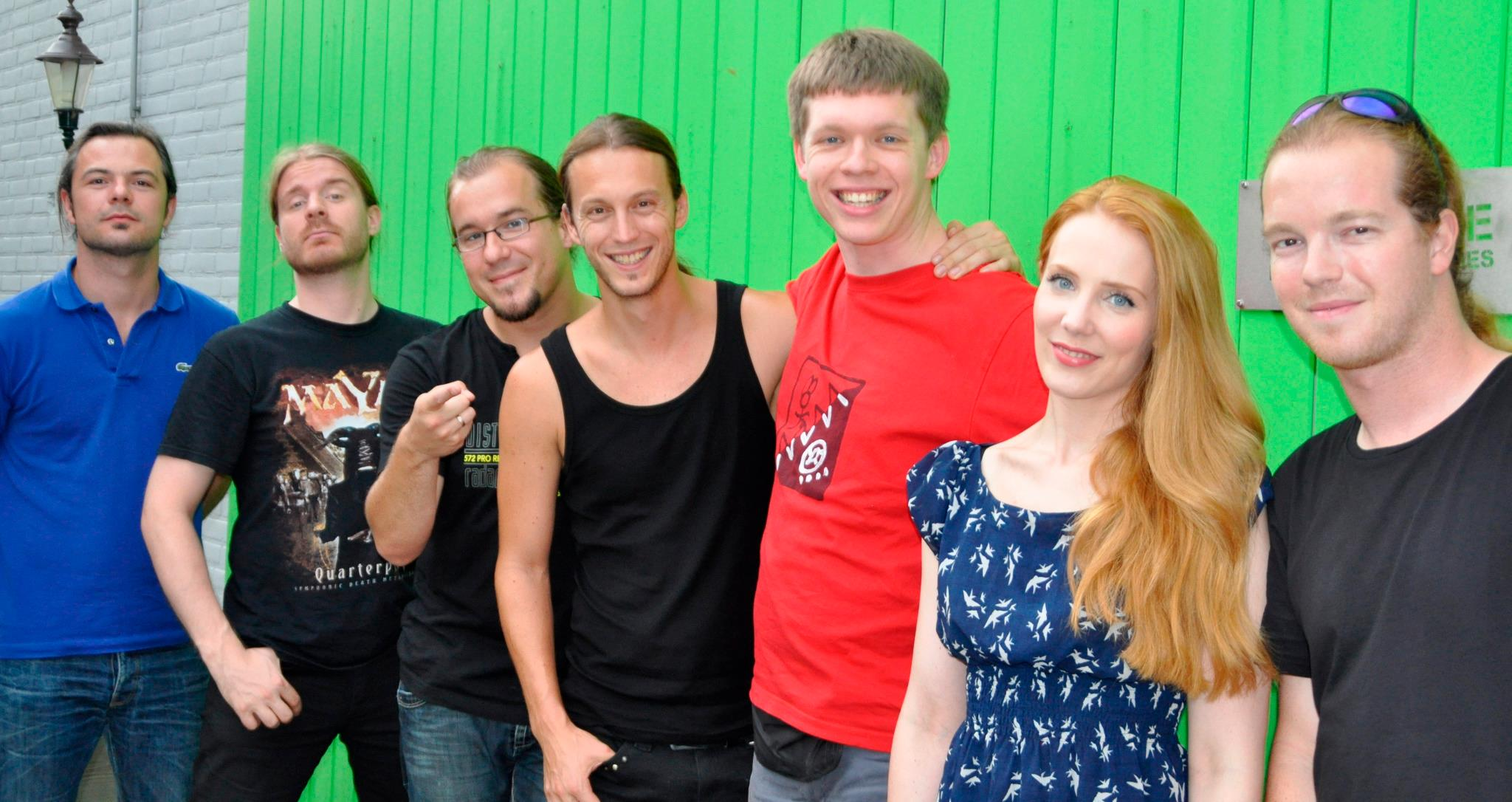
Epica avec Ruurd Woltring (avec le t-shirt rouge) en 2012.

Les billets pour le concert sont mis en vente le 15 septembre 2012 à 10 heures. Plus de 1 000 billets sont vendus en moins d'une semaine. Quelque temps après, le groupe annonce officiellement que le show est complet. Retrospect a réuni des fans de plus de 45 pays à travers le monde. Epica annonce également que le concert sera diffusé en ligne sur le site LiveMusicStage.com. Pendant le concert, le groupe joue de nombreux morceaux en inédit. Coen Janssen annonce pendant le show que le concert est filmé et est prévu pour une sortie en CD et DVD.
Le 24 avril 2013, le groupe annonce cesser les concerts à partir du 1er juillet, et annule leur performance au Masters of Rock, pour permettre à Simone Simons de mener calmement à terme sa grossesse. Le 2 octobre 2013, nait Vincent G. Palotai premier enfant de Simons et de son mari Oliver Palotai. Par la suite, quatre membres d'Epica sont choisis pour participer à Karmaflow, le premier opéra rock sous forme de jeu vidéo, auquel participent également divers artistes de la scène metal,. Le premier acte du jeu vidéo Karmaflow sort le 16 janvier 2016 et le second sort le 6 mai de la même année.
Epica réalise, grâce à une émission de télévision néerlandaise, le rêve de Ruurd Woltring d'enregistrer une chanson avec eux. Cet action fait partie du programme Niks te gek qui est chargé de réaliser les rêves des personnes en situation de handicap mental. Epica et Woltring réalisent ensemble le morceau Forevermore, qui est écrite par Woltring.
Epica participe à la compilation Acoustic Dance Sessions où des artistes de différents genres musicaux réalisent des versions acoustiques de chansons dance. Ils enregistrent une version de la chanson Happiness d'Alexis Jordan pour l'album qui est publiée le 5 octobre sur la plateforme iTunes.
Le dimanche 17 mars 2013, le groupe apparaît sur la station de radio néerlandaise 3FM, qui est suivie d’une interview et d'une performance des titres Storm the Sorrow et Unleashed à Barend en Wijnand,. Le lundi 18 mars, le groupe est invité à l'émission de télévision la plus populaire des Pays-Bas, De Wereld Draait Door, où ils interprètent Storm the Sorrow.

### The Quantum Enigma(2014–2015)

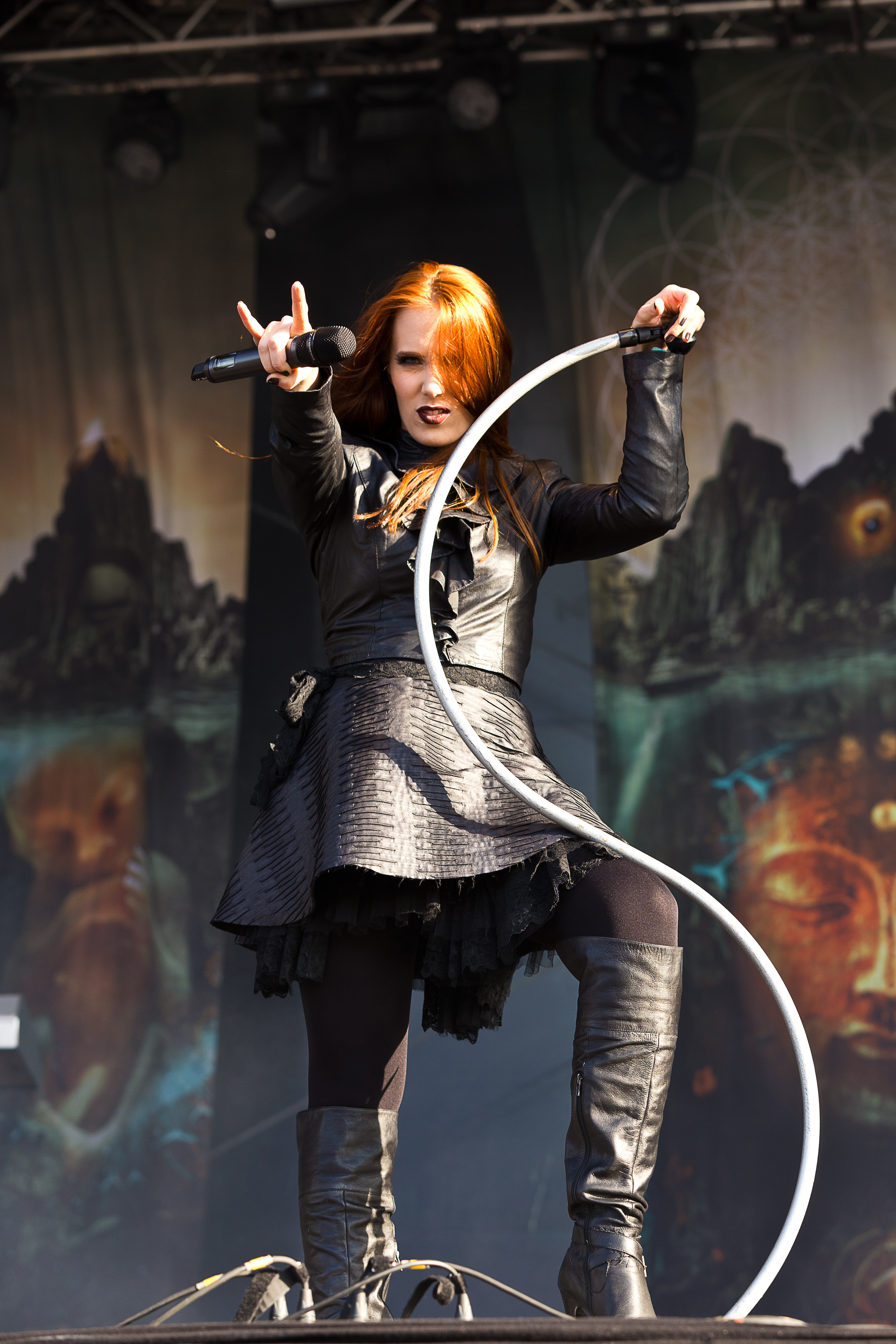
Simone Simons avec Epica sur la scène du Rockharz Open Air en 2015.

Le 5 février 2014, Epica dévoile sur leur site officiel les premiers détails de The Quantum Enigma, leur sixième album studio qui est prévu pour début mai 2014,. Le 17 février, le groupe révèle la pochette de l'album, qui est créée par leur collaborateur de longue date, Stefan Heilemann, la liste des titres et les différentes dates de sortie. L'album est publié par Nuclear Blast le 2 mai en Europe, le 5 mai au Royaume-Uni et le 13 mai aux États-Unis. Dans le même communiqué, il est également révélé que l'album sera disponible en format standard et en quatre éditions spéciales, qui contiennent quatre titres bonus différents. L'album est produit par Joost van den Broek et est enregistré dans les studios Sandlane Recording Facilities aux Pays-Bas. L'album bénéficie de la collaboration de Marcela Bovio (Stream of Passion), qui assure les parties chœurs, et de Daniël de Jongh (Textures), qui a prêté sa voix sur certains titres,, d'un orchestre à cordes et d'un chœur de seize personnes. Le 17 mars 2014, le premier single, The Essence of Silence, sort sur les plateformes de téléchargement numérique comme iTunes, Amazon, Spotify, Deezer,. Il est suivi par Unchain Utopia, le 8 avril 2014, et Victims of Contingency, le 30 octobre 2014 avec un clip vidéo.
The Quantum Enigma débute dans les charts à la 110e place du Billboard 200, marquant la deuxième apparition du groupe dans ce classement, la précédente étant pour Requiem for the Indifferent. Aux Pays-Bas, l'album atteint la 4e position, ce qui est le meilleur classement du groupe dans leur pays d'origine. Le groupe commente à la suite du succès de l'album :

« Si Retrospect reflète la première décennie de notre carrière, nous aimerions croire que The Quantum Enigma marquera le début d'une nouvelle ère, dans laquelle Epica sonne plus dur, plus moderne et sans compromis ! »

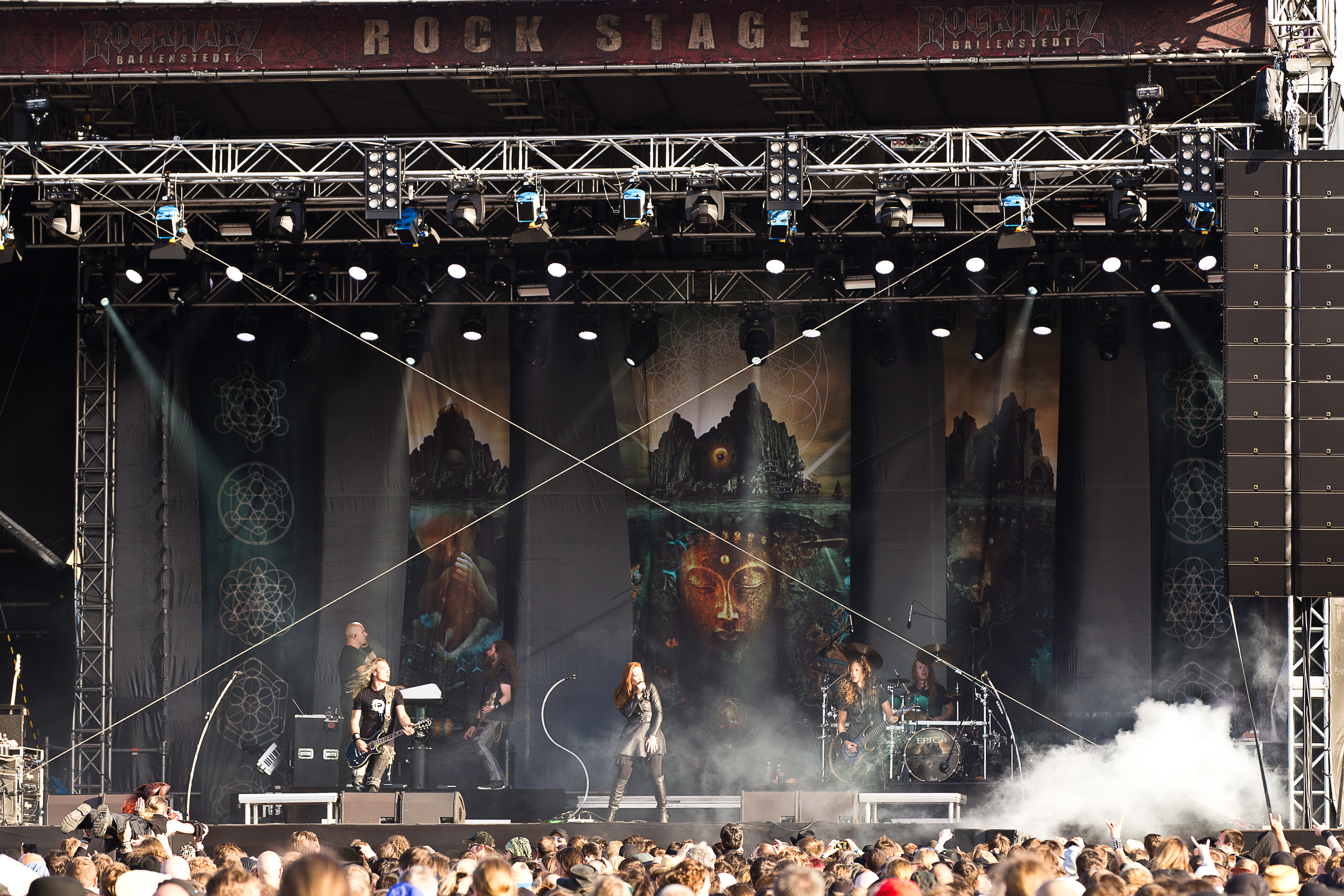
Epica sur la scène du Rockharz Open Air en 2015.

Les chansons créées pour The Quantum Enigma possèdent une structure plus compacte et moins dispersives réussissant à être plus directes sans perdre les couches sonores. L'album marque un retour à un son plus orchestré que sur l'album précédent. Les parties de guitare, de basse et de batterie oscillent entre les différents genres de metal extrême sans pour autant laisser de côté les moments calmes,. En contraste avec l'aspect agressif, une grande importance est également accordée aux mélodies et à la création de refrains accrocheurs. Simone Simons déclare que l'album, grâce à un travail d'équipe sans précédent, a réussi à être équilibré, varié et capable de concilier mélodies et metal extrême. On y trouve aussi des accents électroniques, des mélodies celtiques, des références à la musique traditionnelle tibétaine et, pour la première fois, chinoise. Les thèmes principaux de l'album sont au nombre de trois : la méditation et la pleine conscience comme méthode pour se trouver soi-même (avec des références au bouddhisme), le cycle de la vie et de la mort dans la condition humaine, et la réalité comme illusion des sens. Ce dernier thème fait écho aux théories philosophiques et de mécanique quantique.
Le groupe revient sur scène presque un an après la sortie de l’album, à Tilbourg, aux Pays-Bas, à l'occasion de leur premier concert pour le lancement de l'album. En 2014 et 2015, le groupe tourne en Europe, en Asie, en Afrique et en Amérique pour promouvoir The Quantum Enigma. Leur dernière apparition en concert avant de rentrer en studio a lieu le 22 novembre 2015 au Klokgebouw à Eindhoven, dans leur pays natal. Le spectacle fera partie de la première édition du Epic Metal Fest, un festival organisé par le groupe. Simone Simons commente :

« Cela faisait longtemps qu’Epica rêvait d'organiser son propre festival et nous sommes très fiers de pouvoir le faire en compagnie de beaucoup de groupes de metal internationaux absolument merveilleux. Cette journée sera certainement un tournant exceptionnel de notre carrière et nous espérons pouvoir le partager avec vous tous ! »

Le 5 juin 2015, Epica reçoit le Music Export Award aux Buma Rocks. Il s’agit d’un prix décerné au groupe néerlandais ayant connu le plus grand succès international au cours de la dernière année.

### The Holographic PrincipleetThe Solace System(2016–2019)

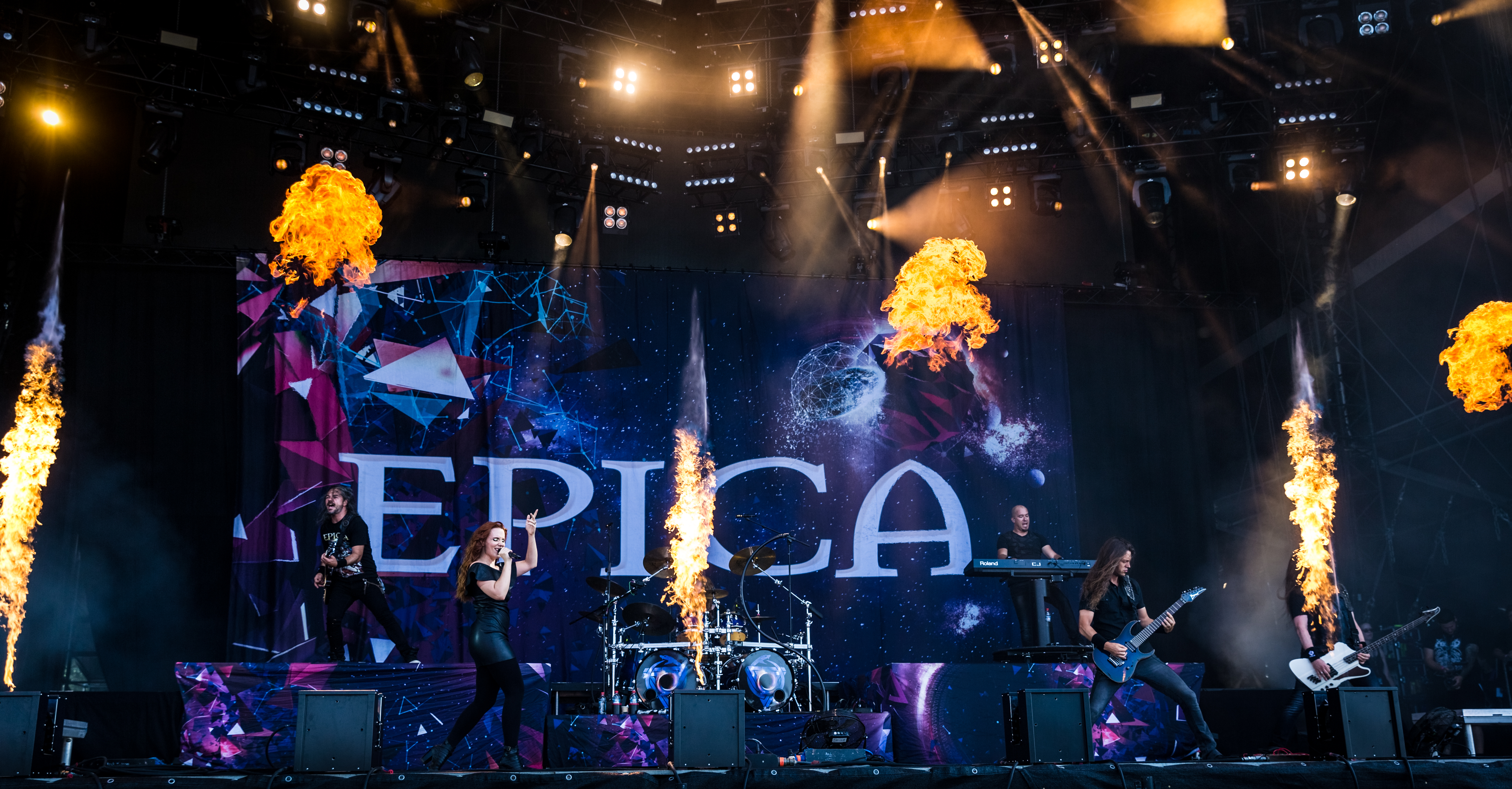
Epica lors de leur prestation au Wacken Open Air en 2018.

Le 31 mai 2016, Epica annonce que le nom de leur septième album est The Holographic Principle et qu'il sortira le 30 septembre 2016. Dans une interview avec Spark TV, la chanteuse du groupe Simone Simons discute de la nature plus complexe de l'album, expliquant que le groupe a utilisé plus de « vrais instruments » que dans les albums précédents, comprenant une vraie section de cuivres, des guitares et percussions ethniques, et qu'il est « l'une des créations les plus ambitieuses [du groupe] à ce jour ». Mark Jansen révèle qu'Epica a composé vingt-cinq titres pour cet opus, mais seulement douze seront gardés. Selon Rob van der Loo, The Holographic Principle aura un son plus lourd que son prédécesseur, tandis que Jansen déclare son intention de l'inscrire dans le sillage de The Quantum Enigma. Le groupe annonce également que l'album sera publié dans le cadre de leur performance lors de la deuxième édition de l'Epic Metal Fest, mais change cette décision en le publiant un jour plus tôt. Le premier single extrait de l'opus, Universal Death Squad, est publié avec un clip vidéo le 29 juillet 2016, tandis que le second Edge of the Blade, dont le clip est réalisé par Jens De Vosque, sort le 8 septembre.
La thématique de l'album traite d'un « futur proche dans lequel la réalité virtuelle a pris son essor et permet aux gens de créer leurs propres mondes virtuels, indiscernables de la « réalité telle que nous la connaissons ». Cela soulève la question de savoir si notre réalité actuelle n'est pas une sorte de réalité virtuelle d'elle-même, un hologramme. [...] Les textes nous incitent à sortir des sentiers battus, à reconsidérer nos certitudes et à faire preuve d'ouverture d'esprit face aux récentes révolutions scientifiques ». Il y a aussi des textes sur l'obsession de la beauté et de la perfection esthétique, les implications éthiques de l'utilisation de robots militaires autonomes, les réfugiés de guerre et les réfugiés politiques, la survie dans une vie sans l'innocence, de l'espoir dans les fins heureuses, l'ingérence militaire des puissances occidentales au Moyen-Orient, les limites gnoséologiques de l'homme et l'euthanasie.

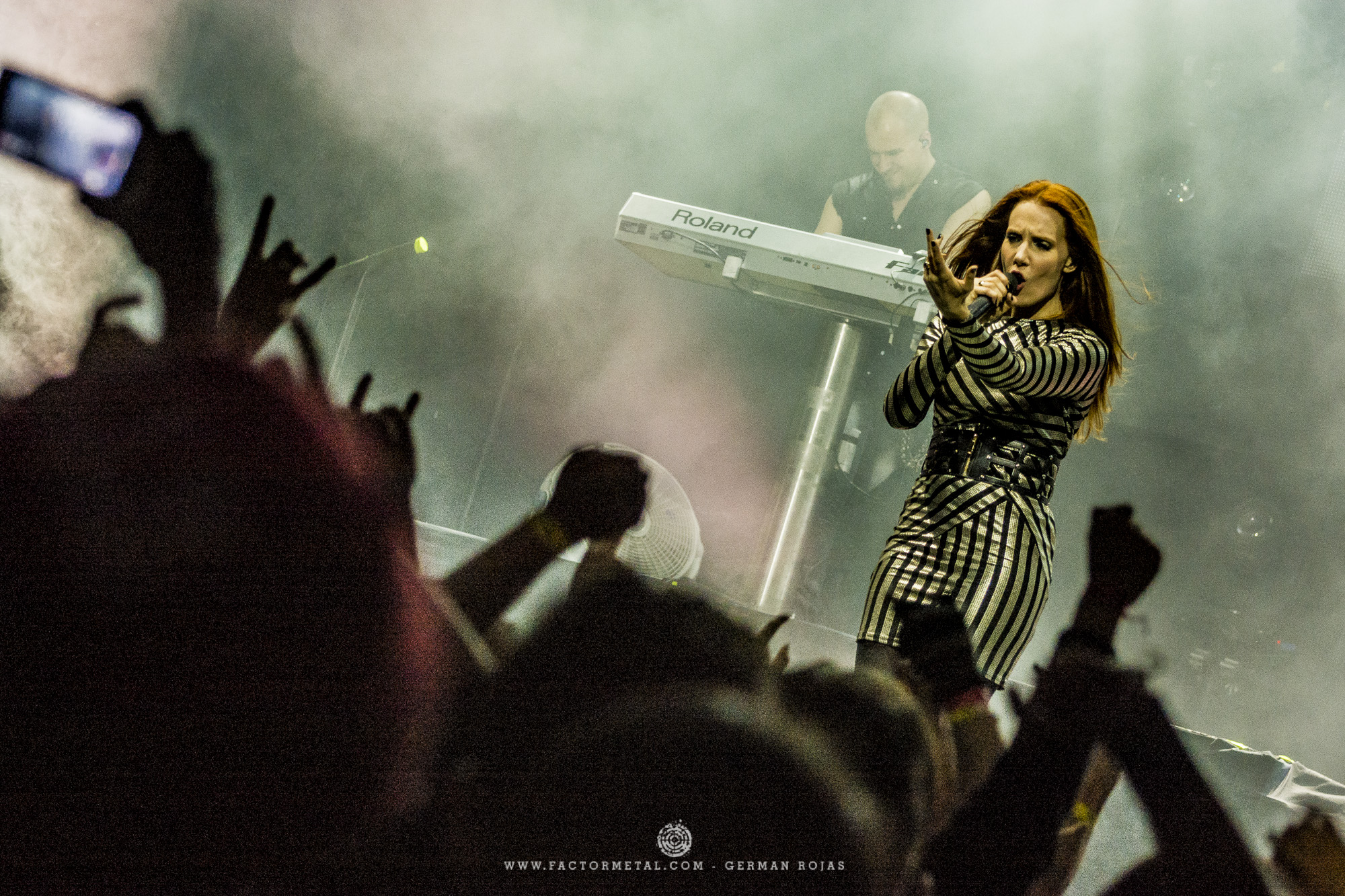
Epica jouant à Bogota en 2017.

Le 1er septembre 2017, le groupe sort son premier EP The Solace System lors du deuxième concert nord-américain de leur tournée. L'EP comporte les six chansons qui ont été choisies et enregistrées mais non incluses dans The Holographic Principle. Le mini-album est promu par trois singles : The Solace System qui est sorti le 23 juin accompagné d'une vidéo, puis Immortal Melancholy le 29 août, avec un clip présenté en avant-première par le magazine américain Billboard, et Decoded Poetry le 28 février 2018 qui conclut l'histoire racontée dans les deux précédents clips.
Epica sort le 20 décembre 2017 au Japon son second EP, intitulé Epica vs Attack on Titan Songs. Il s'agit d'un production contenant quatre reprises des chansons de la bande originale de l'anime L'Attaque des Titans, ainsi que leurs versions instrumentales. Sa sortie internationale a lieu le 20 juillet 2018. Ayant été orientées par la nature des originaux, les reprises figurant sur l'EP ont un aspect symphonique plus puissant que le reste de la discographie d'Epica, bien que les critiques spécialisées aient encore noté la présence de passages progressifs, death mélodique et thrash/groove,.
Le 20 juillet 2018, le groupe allemand Powerwolf sort son album The Sacrament of Sin. Epica apparait sur le second disque de l'album, appelé Communio Lupatum, avec une reprise de la chanson Sacred and Wild (originellement publié sur l'album Preachers of the Night de Powerwolf, qui est sorti le 19 juillet 2013). Le 27 octobre, Epica sort le single Beyond the Matrix - The Battle, une réinterprétation de Beyond the Matrix, une chanson de The Holographic Principle, enregistrée avec le Metropole Orkest, deux fois récompensé aux Grammy Awards,. Le single contient deux versions de la chanson, l'une avec et l'autre sans guitares, les deux mélangeant le style d'Epica avec le style jazzy du Metropole Orkest.
Le groupe publie le 4 octobre 2019 une édition Gold de leur album Design Your Universe afin de célébrer les dix ans de l'album,. Le 9 décembre 2019 est publié The Essence of Epica, un livre célébrant les quinze ans de carrière de la formation, contenant des interviews et des photos inédites.

### OmegaetThe Alchemy Project(2020–2024)

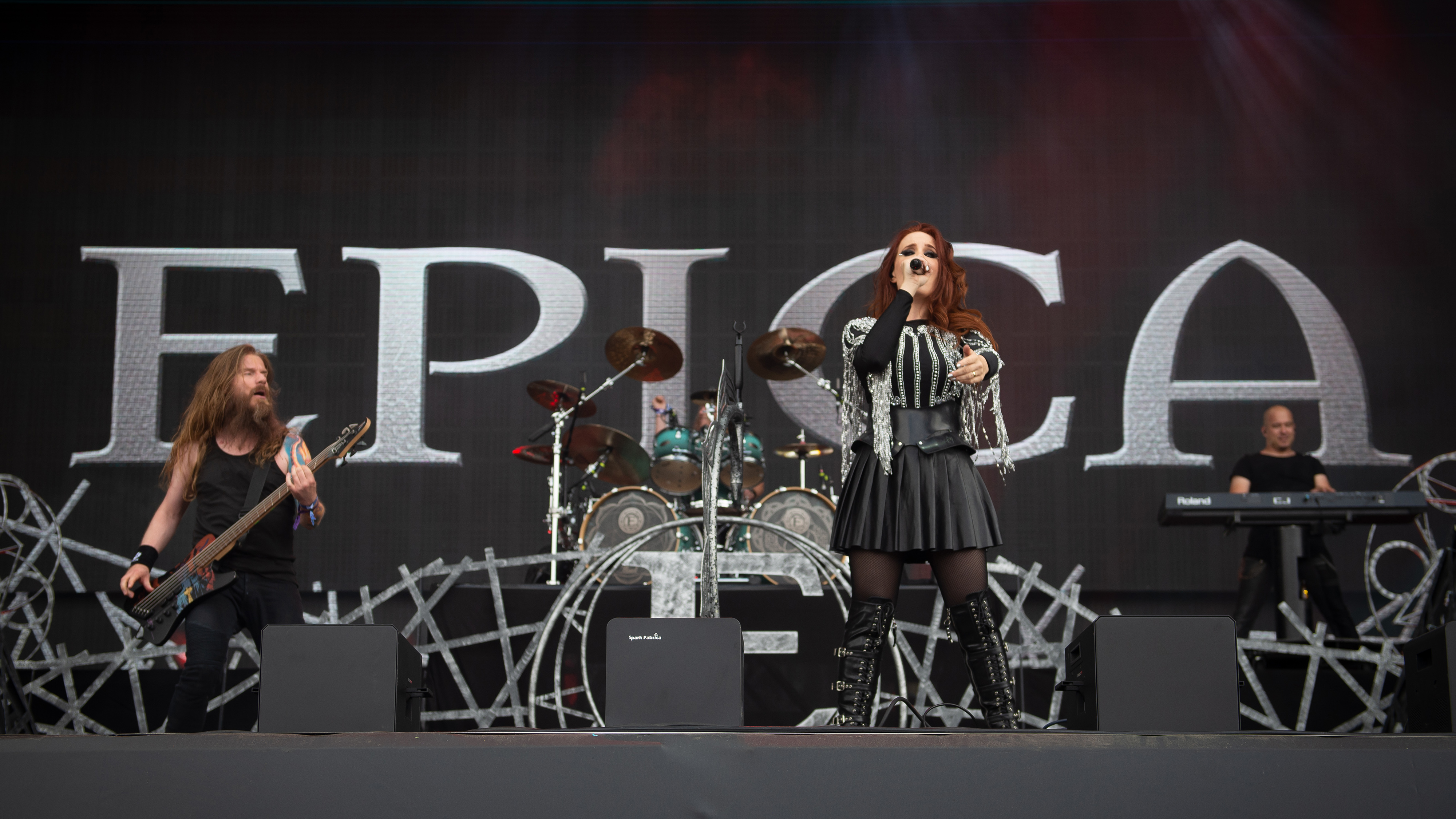
Epica au Hellfest en 2022.

Simone Simons annonce le 1er février 2020 que la préproduction du prochain album est terminée. Le 11 mars, le groupe entre au studio Sandlane Recording Facilities à Rijen sous la direction du producteur Joost van den Broek pour enregistrer leur huitième album, tout en postant des vlogs montrant l’avancement du processus de création,. Deux chœurs sont utilisés, le PA'dam Chamber Choir déjà présent sur les deux albums précédents et un chœur supplémentaire de soixante voix d'enfants. Epica a également décidé d'utiliser l'Orchestre philharmonique de Prague et divers instruments ethniques enregistrés en Inde. Les chanteuses Marcela Bovio et Linda Janssen sont également invitées en tant que choristes sur l'album. Le groupe invite Zaher Zorgati de Myrath à chanter sur la chanson Code of Life, ainsi que Vicky Psarakis de The Agonist et Paul Babikian à interpréter des parties narratives, respectivement sur Twilight Reverie - The Hypnagogic State et Abyss of Time - Countdown to Singularity. Mark Jansen déclare lors d’une interview que la date de sortie de l'album pourrait être retardée en raison de la pandémie due au covid-19. Le 17 avril, Simone Simons annonce avoir terminé l'enregistrement de sa voix pour le nouvel album et Mark Jansen confirme le 2 septembre que l'album est enregistré, mixé et masterisé, tout comme les orchestrations et les chœurs.
Le huitième album du groupe, Omega, sort le 26 février 2021. Il est promu par plusieurs singles entre octobre 2020 et février 2021. La situation sanitaire mondiale due à la Covid-19, qui empêche le groupe de tourner, leur permet de réaliser le 12 juin 2021 Omega Alive, un concert diffusé en direct. Celui-ci permet à Epica d'interpréter pour la première fois les chansons du nouvel opus aux côtés d'autres titres de leur discographie. Le concert sort sous forme d'album live le 3 décembre 2021 sous divers formats physiques et numériques.

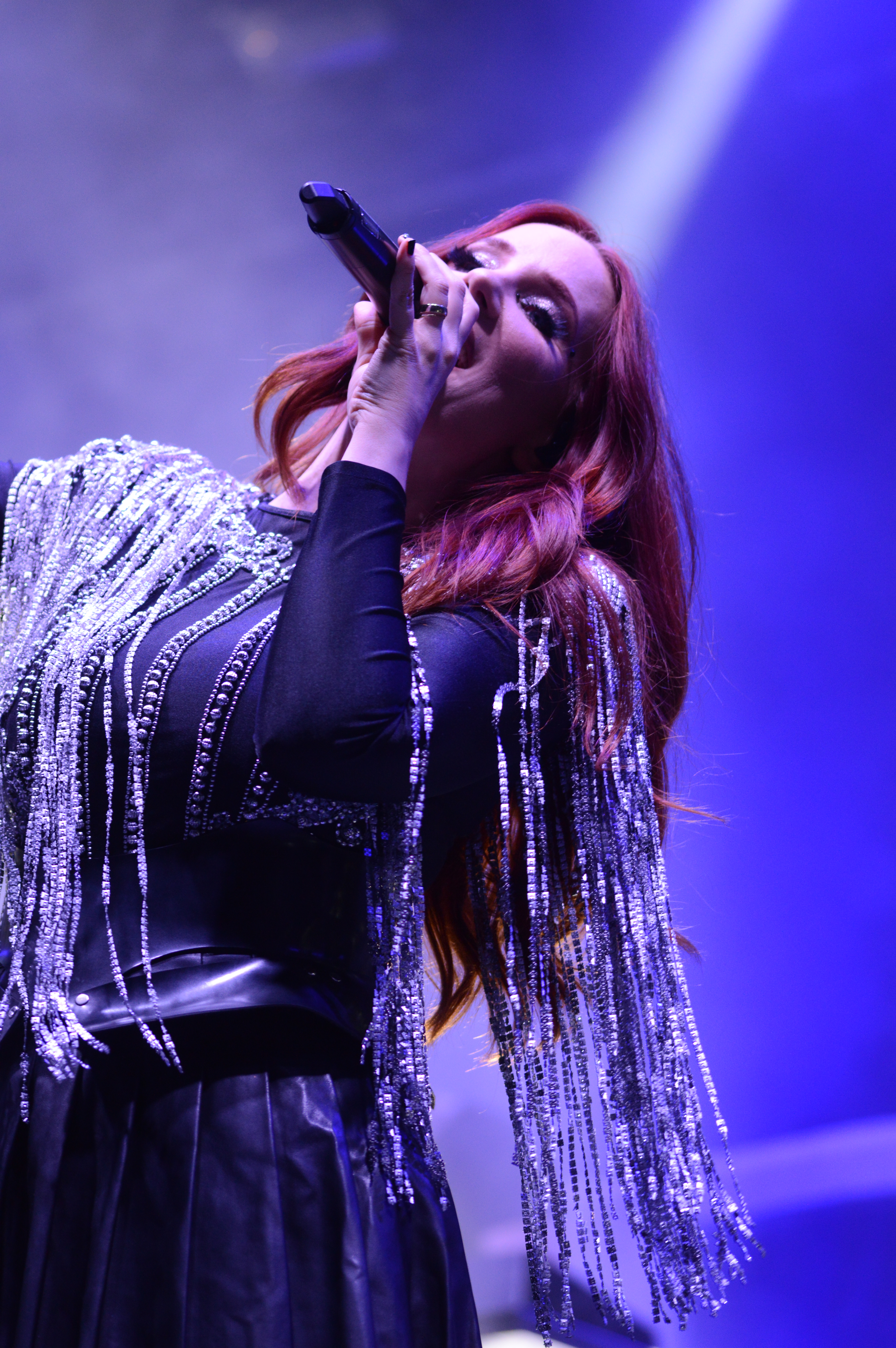
Pour promouvoir Omega, Epica sort cinq singles et réalise un concert filmé en direct.

Le 2 septembre 2022, Epica publie la collection We Still Take You With Us - The Early Years afin de célébrer le 20e anniversaire du groupe. Elle contient les deux premiers albums (The Phantom Agony et Consign to Oblivion), la bande originale The Score - An Epic Journey et l'album live We Will Take You with Us ; les éditions deluxe proposent Live at Paradiso en supplément, qui propose l'intégralité du concert enregistré et filmé en 2006. Ce dernier est également publié individuellement dans divers formats vidéo et audio. La célébration du 20e anniversaire du groupe s'achève le 3 septembre par un concert spécial à Tilbourg, qui est aussi diffusé en streaming ; pendant le concert, le groupe présente un titre inédit, The Final Lullaby, en collaboration avec Jørgen Munkeby de Shining. Le morceau sort en single le 17 du même mois. Ils anticipent également l'EP The Alchemy Project, sorti le 11 novembre 2022 chez Atomic Fire Records,. L'EP est promu par deux autres singles : The Great Tribulation et Sirens - Of Blood and Water.
En mai 2023, Epica est choisi pour assurer la première partie de Metallica avec Ice Nine Kills pour une courte série de concerts à Paris et Hambourg dans le cadre de leur M72 World Tour. Il remplace ainsi Five Finger Death Punch, qui ont annulé leur participation en raison de problèmes de santé,. En octobre 2023, Epica sort l'album live Live at the AFAS Live, qui contient une sélection de sept titres interprétés à l'AFAS Live d'Amsterdam. Le 7 novembre 2023, le groupe annonce The Symphonic Synergy, une série de quatre spectacles spéciaux avec un orchestre et un chœur qui doit avoir lieu à la fois à Amsterdam les 19 et 20 septembre 2024, et à Mexico les 6 et 7 décembre 2024.
En octobre 2024, le groupe publie une version metal symphonique du morceau Danse macabre de Camille Saint-Saëns, nommée The Ghost In Me (Danse Macabre), en collaboration avec Efteling, un parc d'attractions néerlandais à thèmes de contes et légendes, qui utilise le morceau pour sa nouvelle attraction Danse macabre.

### Aspiral(depuis 2025)

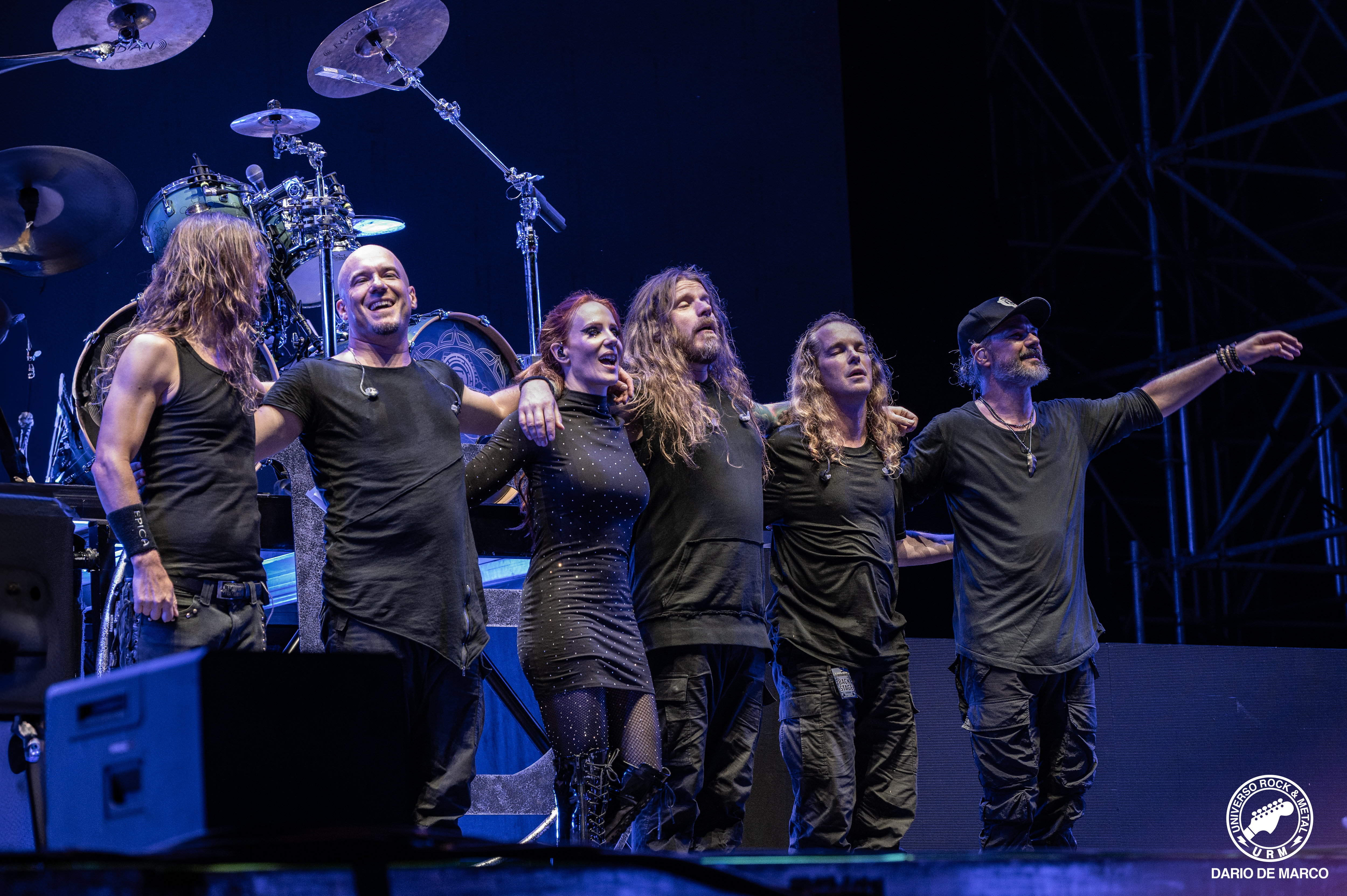
Epica au Summerside Festival en 2025. De gauche à droite : Mark Jansen, Coen Janssen, Simone Simons, Rob van der Loo, Ariën van Weesenbeek et Isaac Delahaye.

Le 11 avril 2025, Epica publie son neuvième album, Aspiral. Il est promu par quatre singles Arcana, sorti le 13 novembre 2024, Cross the Divine, sorti le 30 janvier 2025, T.I.M.E., sorti le 12 mars, et Fight to Survive paru le jour de la sortie de l'album. Le titre de l'opus est tiré du titre d'une œuvre de 1965 du sculpteur polonais Stanisław Szukalski, qui symbolise le désir de renouveau et de renaissance,. Aspiral est le premier album d'Epica sans intro orchestrale et avec une ballade en guise de clôture. Il marque aussi le retour du concept A New Age Dawns, présent dans Consign to Oblivion et Design Your Universe. Comme pour Omega, la formation a de nouveau fait appel à l'Orchestre philharmonique de Prague, un chœur et un chœur d'enfants.
En ce qui concerne les thèmes de l'album, les trois nouveaux morceaux de A New Age Dawns parlent de la nécessité de surmonter une période de chaos pour évoluer spirituellement et psychologiquement ; cette évolution doit également être collective, car ce n'est qu'en réalisant que nous faisons tous partie d'une communauté que nous pouvons agir pour améliorer l'état du monde, Les thèmes abordés dans les autres morceaux comprennent la nécessité de cultiver ses capacités au quotidien sans attendre de retour ou d'abandonner à la première difficulté, l'effet d'ensemble vécu par les astronautes dans l'espace et la manière dont cela peut rendre encore plus évidente la nécessité de protéger la Terre. Il comprend également des chansons sur la mort au sens physique et en tant que « mort de l'ego », ainsi qu'une histoire de fantôme se déroulant dans le château de Hoensbroek,. Comme ses prédécesseurs, Aspiral, est un album de metal symphonique qui combine d'autres influences comme le black metal, le folk metal ou le trash metal. Si ces références ne sont pas nouvelles pour Epica, l'introduction de passages industriels dans certains morceaux est une nouveauté. De plus, l'approche du groupe est décrite par les critiques comme plus moderne que d'habitude, en partie à cause de l'utilisation d'éléments de musique électronique discrets, de passages inspirés du rock alternatif, de guitares et de basses djent, et de breakdowns deathcore ou metalcore dans certains morceaux,,. De plus, les parties vocales de Mark Jansen sont réduites au profit de la voix de Simone Simons.

## Style musical

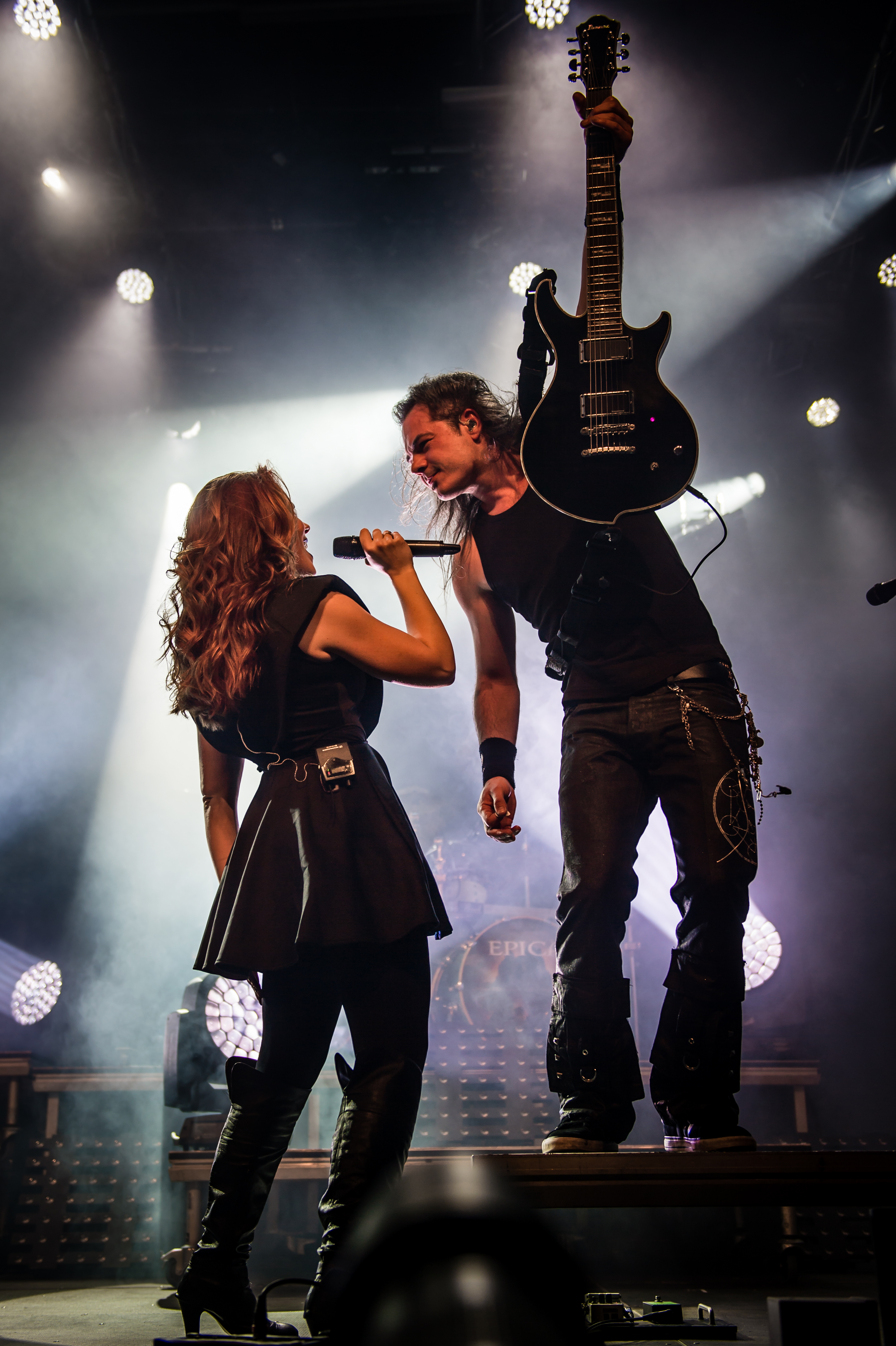
Simone Simons et Isaac Delahaye lors du Epic Metal Fest en 2015.

Le style musical d'Epica est rattaché au metal symphonique,,,,, au metal gothique,,,,,, au metal progressif,, au death metal mélodique, au thrash metal, au black metal symphonique ainsi que, moins fréquemment, au folk metal et au power metal,,,,,,. Au début de leur carrière, Epica est souvent assimilé au metal gothique. Malentendu qui est d'autant renforcé par la croyance que la définition de ce sous-genre se réduit à la présence d'une chanteuse dans un groupe de metal. Simone Simons clarifie néanmoins les choses dans une de ses interviews. Pour elle, le « gothique semble être devenu un mot pour généraliser toute musique avec un chant féminin. Mais c'est dur à décrire, beaucoup de gens pensent que nous sommes un groupe de metal gothique, mais nous avons joué dans de vrais festivals gothiques et nous avions l'air bizarre à côté des autres. J'aimerais plutôt décrire Epica comme un groupe de metal symphonique avec une voix féminine  ». L'ancien guitariste du groupe, Ad Sluijter, décrit la formation comme « un pont entre le power et le gothique metal ». Mark Jansen, quant à lui, considère Epica comme du death metal symphonique, un mélange entre le death metal et le metal symphonique, mais aussi comme un pont entre After Forever et Kamelot.

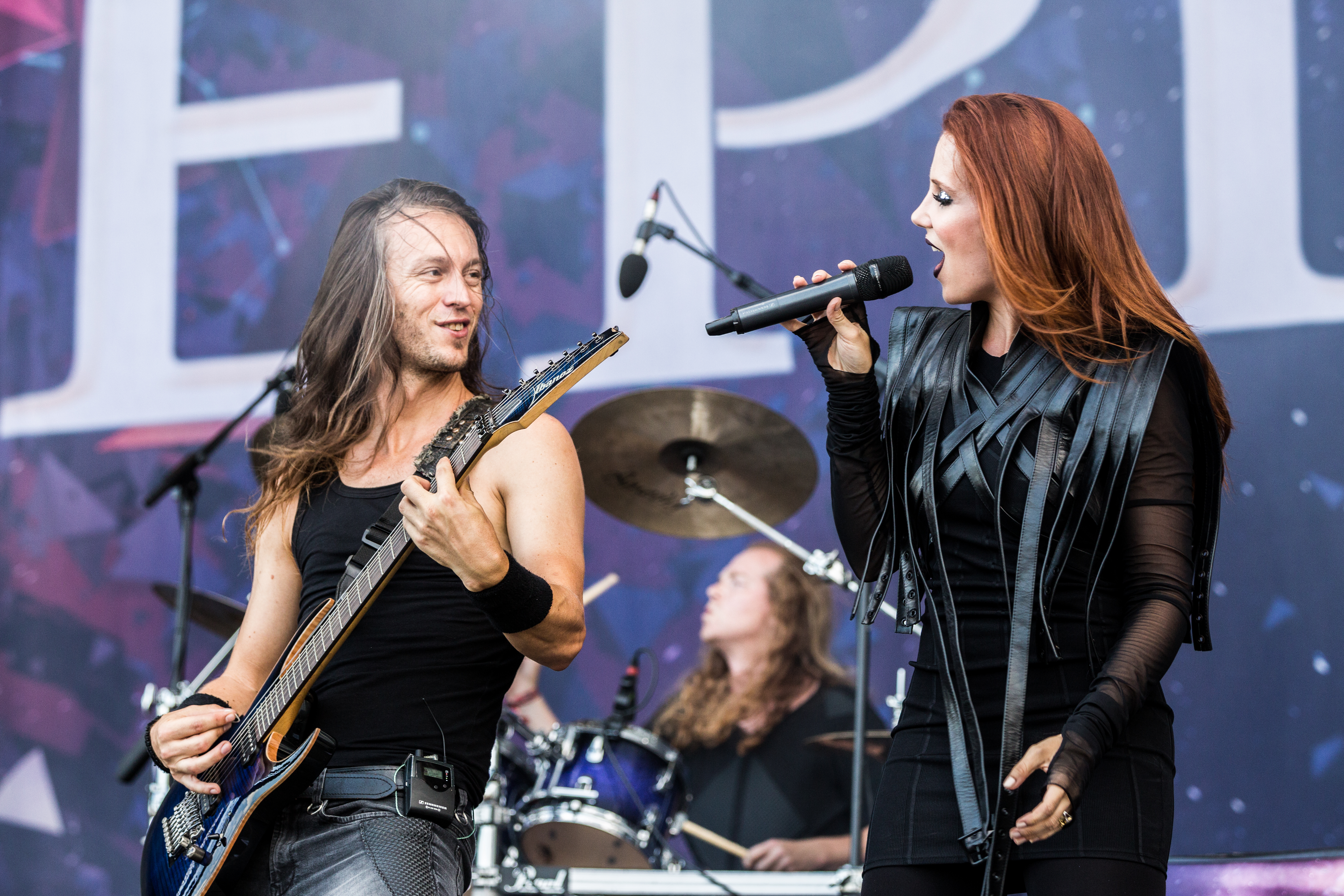
Epica au Summer Breeze Open Air 2017.

La musique d'Epica est régulièrement décrite comme « épique, grandiose et majestueuse »,,, avec des morceaux plus « introspectifs ». Le groupe est également connu pour sa tendance à incorporer des sons plus progressifs dans ses compositions ; tout en conservant une atmosphère qui se rapproche toujours du style gothique. Le critique Eduardo Rivadavia (AllMusic) note que le style musical du groupe « repose en fin de compte sur l'exploration des contrastes sonores entre la lumière et l'obscurité ; l'intensité punitive de ces lourds riffs de guitare et de cette batterie hyperactive s'oppose à la douceur planante des cordes et des claviers orchestrés. »
Le groupe est également connu pour son utilisation de chœurs et d’orchestrations, de récitatifs ou de paroles en arabe et en latin. Du côté des paroles, Epica est « inspiré par la philosophie arabe et de l'histoire maya, critiquant généralement le détachement moderne du mystique, les paroles sont à leur tour différentes des versets typiques rencontrés dans le genre (c'est-à-dire qu'il n'y a pas d'elfes, d'orques et de princesses). »
En ce qui concerne la voix lyrique de Simone Simons, cette dernière confie avoir été beaucoup influencée, à ses débuts, par Tarja Turunen (ex-Nightwish), ainsi que par Sharon den Adel, la chanteuse du groupe néerlandais Within Temptation : 

« Je n'ai jamais caché mon admiration pour des chanteuses de metal comme Tarja de Nightwish ou Sharon de Within Temptation. Il est certain qu'elles m'ont beaucoup influencé dans ma manière de chanter. Maintenant, j'essaie de me détacher peu à peu de ces influences, non pas que j'en aie honte, mais j'ai envie d'essayer d'autres choses. J'écoute beaucoup de musique qui n'a aucun rapport avec le metal en ce moment, comme R.E.M. ou encore la fantastique chanteuse qu'est Björk. »

Mark Jansen chante de manière gutturale. Ces parties « sont secondaires par rapport au chant de Simons, mais très importantes en termes d'équilibre et de variété ».

## Membres

### Membres actuels
- Mark Jansen – guitare rythmique, grunts, screaming (depuis 2002)
- Coen Janssen – synthétiseur, piano (depuis 2002)
- Simone Simons – chant solo (depuis 2003)
- Ariën van Weesenbeek – batterie, grunts (depuis 2007)
- Isaac Delahaye – guitare solo, chœur (depuis 2009)
- Rob van der Loo - basse (depuis 2012)

| Simone Simons | Mark Jansen | Coen Janssen | Isaac Delahaye | Rob van der Loo | Ariën van Weesenbeek |
| Simone Simons | Mark Jansen | Coen Janssen | Isaac Delahaye | Rob van der Loo | Ariën van Weesenbeek |

### Membres de tournée
- Koen Herfst – batterie (2007)
- Amanda Somerville – chant (tournée nord-américaine en 2008), voix secondaires sur The Phantom Agony, Consign to Oblivion, The Divine Conspiracy, Design Your Universe, et Requiem for the Indifferent
- Oliver Palotai – clavier (tournée nord-américaine en 2010)[197]

### Anciens membres
- Yves Huts – basse (2002–2012 ; membre de tournée en 2013)
- Ad Sluijter – guitare (2002–2008 ; membre de tournée en 2013)
- Jeroen Simons – batterie (2002–2006 ; membre de tournée en 2003)
- Helena Iren Michaelsen – chant solo (2002)
- Iwan Hendrikx – batterie (2002)
- Dennis Leeflang – batterie (2002)

## Discographie

### Albums studio
| 2003 | The Phantom Agony - Sortie : 5 juin 2003 - Label : Transmission Records        | —   | 8  | 114 | —  | —   | —   | —  | —  |
| 2005 | Consign to Oblivion - Sortie : 21 avril 2005 - Label : Transmission Records    | —   | 12 | 99  | —  | 116 | —   | —  | —  |
| 2007 | The Divine Conspiracy - Sortie : 22 août 2007 - Label : Nuclear Records        | —   | 9  | 57  | 41 | 35  | 148 | —  | —  |
| 2009 | Design Your Universe - Sortie : 16 octobre 2009 - Label : Nuclear Blast        | —   | 8  | 40  | 37 | 31  | 228 | —  | —  |
| 2012 | Requiem for the Indifferent - Sortie : 9 mars 2012 - Label : Nuclear Blast     | 105 | 12 | 27  | 26 | 35  | 172 | 33 | —  |
| 2014 | The Quantum Enigma - Sortie : 2 mai 2014 - Label : Nuclear Blast               | 110 | 4  | 45  | 11 | 47  | 68  | 18 | 53 |
| 2016 | The Holographic Principle - Sortie : 30 septembre 2016 - Label : Nuclear Blast | —   | 4  | 24  | 9  | 26  | —   | 18 | 46 |
| 2021 | Omega - Sortie : 26 février 2021 - Label : Nuclear Blast                       | 4   | 23 | 14  | 4  | 49  | 113 | 4  | 73 |
| 2025 | Aspiral - Sortie : 11 avril 2025 - Label : Nuclear Blast                       | 4   | 2  | 27  | 5  | 72  | —   | 4  | —  |
| « — » signifie qu'acun classement n'a été atteint ou qu'aucune sortie ne s'est effectuée dans cette région. |                                                                                |     |    |     |    |     |     |    |    |

### EP
- 2017 : The Solace System
- 2017 : Epica vs Attack on Titan Songs
- 2019 : The Acoustic Universe
- 2020 : The Quantum Enigma B-Sides
- 2021 : Omegacoustic
- 2022 : The Alchemy Project

### Bande originale
- 2005 : The Score - An Epic Journey

### Albums live
- 2004 : We Will Take You with Us
- 2009 : The Classical Conspiracy
- 2013 : Retrospect
- 2021 : Omega Alive
- 2022 : Live at Paradiso
- 2023 : Live at the AFAS Live
- 2025 : Live at the Symphonic Synergy

## Tournées
| Année(s)    | Nom                                          | Dates | Tournée internationale | Photos | Album(s) soutenu(s)         |
| ----------- | -------------------------------------------- | ----- | ---------------------- | ------ | --------------------------- |
| 2002 - 2004 | The Phantom Agony Tour                       | 117   | Non                    |        | The Phantom Agony           |
| 2005 - 2006 | Consign to Oblivion Tour                     | 164   | Non                    |        | Consign to Oblivion         |
| 2007 - 2008 | The Divine Conspiracy Tour                   | 147   | Non                    |        | The Divine Conspiracy       |
| 2009 - 2011 | Design Your Universe World Tour              | 200   | Oui                    |        | Design Your Universe        |
| 2012 - 2013 | Requiem for the Indifferent World Tour       | 114   | Oui                    |        | Requiem for the Indifferent |
| 2014 - 2016 | The Quantum Enigma World Tour                | 171   | Oui                    |        | The Quantum Enigma          |
| 2017 - 2018 | The Holographic Principle World Tour         | 141   | Oui                    |        | The Holographic Principle   |
| 2017 - 2018 | The Ultimate Principle World Tour            | 141   | Oui                    |        | The Holographic Principle   |
| 2019 - 2020 | Design Your Universe - 10th Anniversary Tour | 23    | Non                    |        | Design Your Universe        |
| 2022 - 2024 | Omega World Tour                             | 82    | Oui                    |        | Omega                       |
| 2023        | The Epic Apocalypse Tour                     | 58    | Non                    |        | Omega                       |
| Depuis 2025 | Aspiral World Tour                           | 20    | Non                    |        | Aspiral                     |